# サマセット公
サマセット公（英: Duke of Somerset）は、イングランド貴族の公爵位。爵位名はサマセットに由来する。
過去に四回創設されており、現存する第4期のサマセット公爵位は1547年にエドワード・シーモアが叙位されたことに始まる。彼は大逆罪で処刑されたため、1世紀以上にわたって爵位が失われたが、曽孫ウィリアム・シーモアの代の1660年に爵位が復活し、以降2016年現在まで続いている。

## サマセット公の歴史

### 皇后マティルダによる創設
ウィリアム・ドゥ・モーン・オブ・ダンスターは、神聖ローマ皇后マティルダ（ヘンリー1世の娘）のお気に入りで、彼女が国王スティーヴンと王位を争った時にもウィリアムはマティルダを支援していた。彼はその功績によって1141年にサマセット伯に叙せられた。もっともこの称号は、スティーヴンにもヘンリー2世（マティルダの息子）にも承認されなかったため、ウィリアムの子孫はこの称号を使わなかった。

### ボーフォート家

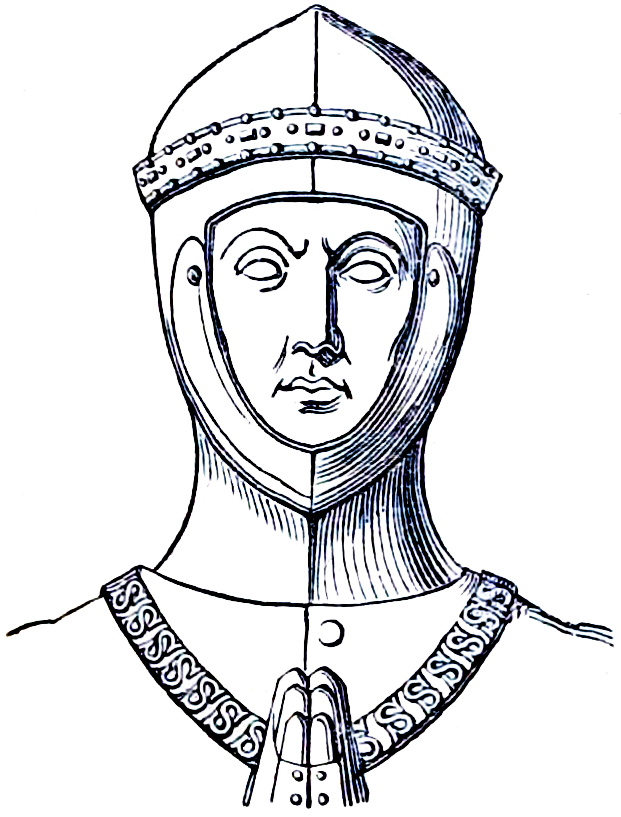
初代伯ジョン・ボーフォート

サマセット公爵ボーフォート家紋章

ジョン・ボーフォート（1371年ごろ - 1410年）は、ジョン・オブ・ゴーントとキャサリン・スウィンフォードの息子である。彼は1397年2月10日にサマセット伯爵及びサマセット侯爵に叙せられた。死後、爵位は長男ヘンリー（1401年 - 1418年）が継承するが夭折してしまったため、次男ジョン（1404年 - 1444年）が継承する。1443年8月28日にジョンはサマセット公爵及びケンダル伯爵に叙せられる。しかし翌1444年に急死（自殺説もあり）、公位もケンダル伯位も消滅してしまう。
サマセット伯爵位は急死したジョンの弟エドムンド（1406年 - 1455年）が継承した。エドムンドは既に1442年にはドーセット伯爵に、1443年にはドーセット侯爵に叙せられていたが、新たにサマセットの所領も継承し、1448年3月31日にサマセット公爵に叙せられている。エドムンドがサマセット公の時にヨーク公リチャードがランカスター朝の国王ヘンリー6世に反旗を翻し、国内を二分する薔薇戦争が勃発する。エドムンドはヘンリー6世の側近かつヨーク公の政敵であることから当然ランカスター派に与したが、1455年の第一次セント・オールバンズの戦いで戦死した。
爵位は息子ヘンリー（1436年 - 1464年）が継承する。ヘンリーは1461年3月のタウトンの戦いの敗戦でスコットランドに逃走し、1461年11月4日にヨーク朝のエドワード4世から反逆罪を理由に私権剥奪され、爵位も所領も没収される。1463年3月にスコットランドから戻ったヘンリーは、エドワード4世と和解して爵位・所領共に返還されているが、間もなく再びランカスター派に復帰し、1464年5月のヘクサムの戦いで捕らえられ、処刑された。ヘンリーにはチャールズ・サマセットという子供がいたが、ヘンリー自身未婚だったため嫡子として認められず、サマセット伯を継がせることはできなかった。
議会はヨーク朝に反逆したサマセット公の爵位消滅を議会法によって宣言したが、ランカスター派ではヘンリーの弟エドムンド（1439年ごろ - 1471年）を第4代サマセット公とした。彼は1471年のテュークスベリーの戦いで敗退し、そこで処刑された。彼の死によってボーフォート家の家系は途絶えてしまった。

### ボーフォート家以降
1499年にヘンリー7世は彼の息子エドムンドがまだ幼い洗礼の際に、サマセット公に指名した。だが彼はわずか1歳で亡くなってしまったため、恐らくは公式に叙せられたわけではない。
ヘンリー8世の私生児ヘンリー・フィッツロイ（1519年 - 1536年）は1525年6月18日にリッチモンド公爵、サマセット公爵及びノッティンガム伯爵に叙せられた。彼が1536年7月22日に亡くなった時に跡継ぎがいなかったため、爵位は消滅した。
ロバート・カーはジェームズ1世の寵臣であり、1611年3月25日にロチェスター子爵に叙せられたほか、枢密院議員に任ぜられた。1612年にソールズベリー伯ロバート・セシルが亡くなると国王の秘書役を務め始め、1613年11月3日にサマセット伯爵に叙せられた。1645年に妻フランセスとの間にできた一人娘を残して亡くなると、爵位は廃絶した。

### シーモア家

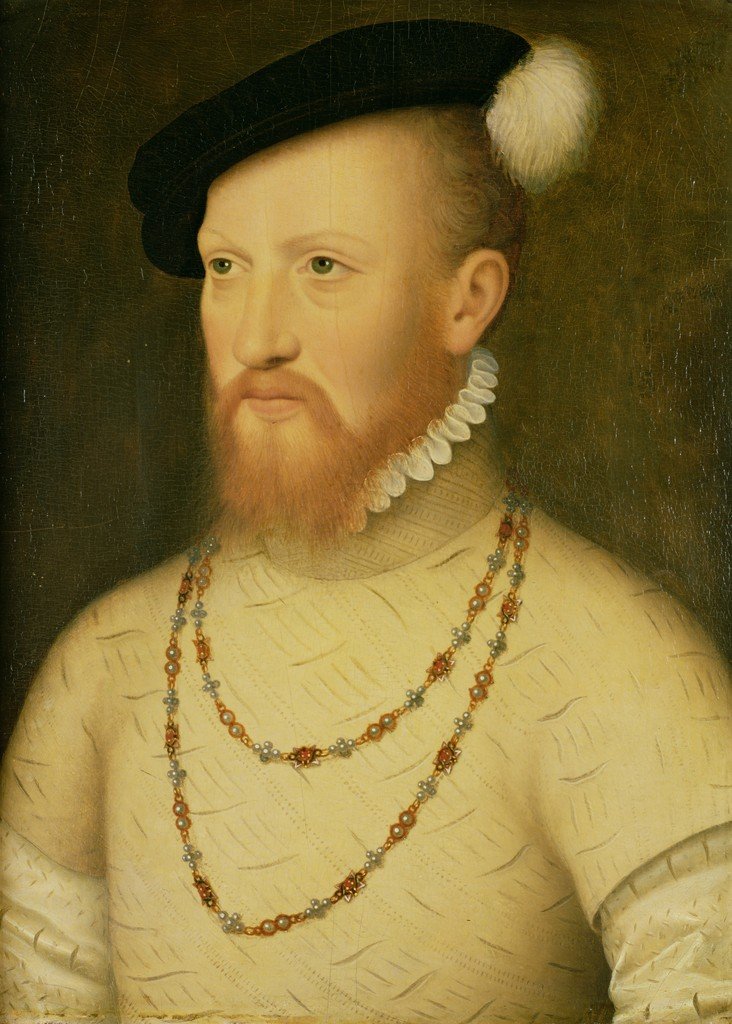
初代サマセット公エドワード・シーモア

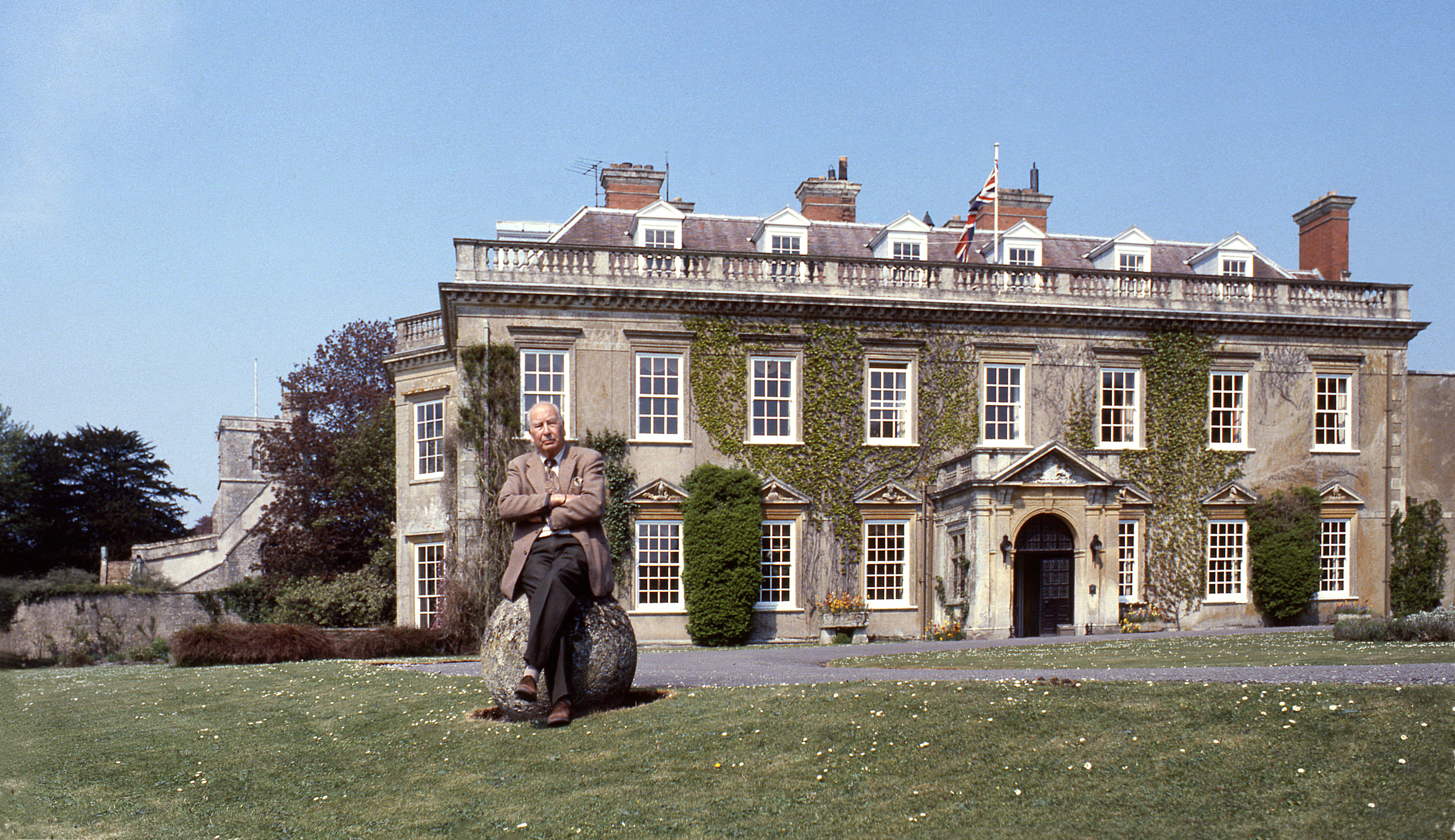
18代公パーシーと一族の邸宅ブラッドレー・ハウス
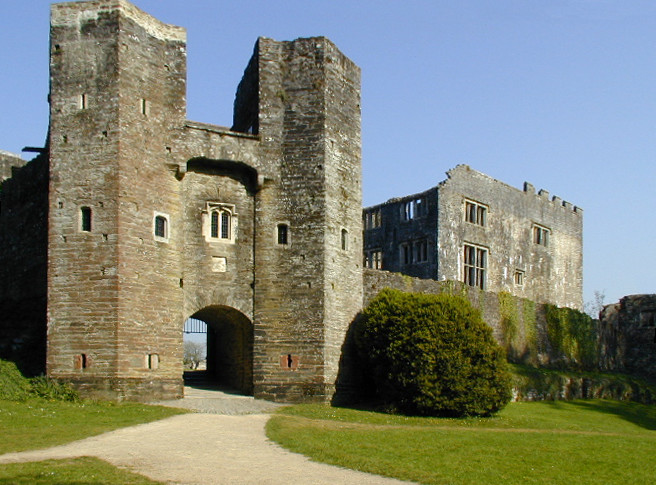
公爵家邸宅の一つベリー・ポメロイ城

エドワード・シーモア（1506年ごろ - 1552年）は一介のナイトの息子であったが、妹ジェーンが国王ヘンリー8世のお手付きとなり、1537年に3番目の王妃となって、その間に皇太子エドワード（エドワード6世）を儲けたことで急速に出世する。ジェーンが王妃となったのを機として1536年6月5日にビーチャム子爵（Viscount Beauchamp）に叙され、ついで皇太子エドワード誕生を機として1537年10月18日にハートフォード伯爵（Earl of Hertford）に叙された。そして1547年1月に甥エドワード6世が9歳で即位すると、護国卿（1547年 - 1549年）として後見することになり、1547年2月16日にサマセット公爵及びアッシュのシーモア男爵（Baron Seymour of Hache）に叙せられた。しかし後に政敵ウォリック伯ジョン・ダドリー（後の初代ノーサンバーランド公）との政争に敗れ、1552年1月22日に大逆罪で処刑され、爵位は剥奪された。
その息子であるエドワード (1539年–1621年) は、1559年1月13日にハートフォード伯爵とビーチャム男爵（Baron Beauchamp）を新規に与えられている。彼は1560年にキャサリン・グレイ（ジェーン・グレイの妹）と秘密結婚したことで知られる。
その孫である第2代ハートフォード伯ウィリアム (1588年-1660年) は、1640年6月3日にハートフォード侯爵（Marquess of Hertford）に叙された。彼は王政復古直後の1660年9月13日の議会の制定法によって曽祖父のサマセット公爵位とアッシュのシーモア男爵位の復権が認められた。
長命だった2代公の死後、子供たちは長男・次男・三男までが既に死去していたため、爵位は三男の子のウィリアム（1654-1671）が継承した。だがこの3代公も早世してしまったため、爵位は叔父（先代ウィリアムの四男）のジョン（1646年以前 - 1675年）が継承した。1675年に4代公が死去すると、ハートフォード侯爵位は消滅した。

サマセット公爵位を継承したのは、4代公の従兄弟にあたる第3代トローブリッジのシーモア男爵フランシス・シーモア（1658年 - 1678年）である。しかし彼も1678年に未婚のままイタリアで暗殺された。

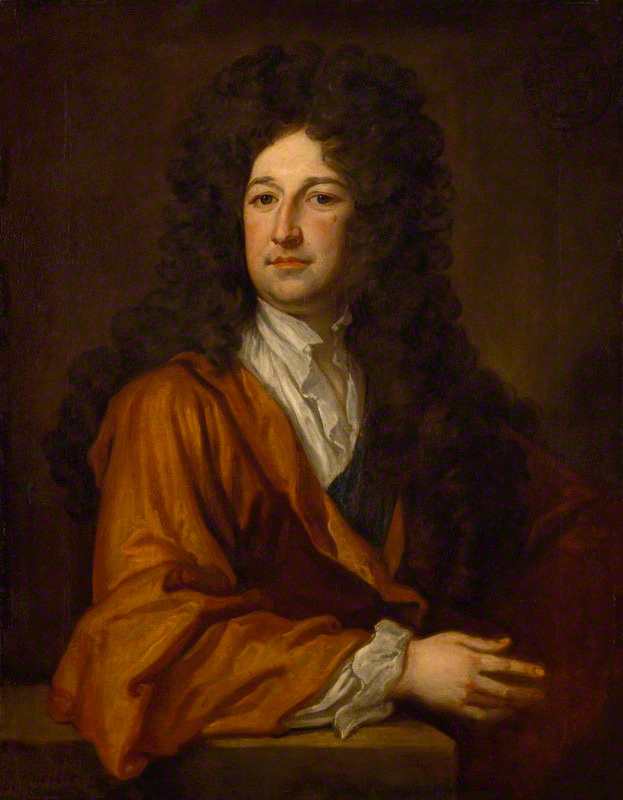
6代公チャールズ・シーモア。『高慢な公爵』と呼ばれた。

爵位は弟のチャールズ（1662年 - 1748年）が継承する。彼は高慢な性格で威張り散らしたので「高慢な公爵 (The Proud Duke) 」とあだ名された。政治的野心も強かったが、トーリー党とホイッグ党双方のこうもりをしていたため、どちらの党派からも信用されず、主馬頭以上には出世しなかった。しかし彼は男子後継者のいない第11代ノーサンバランド伯ジョスリン・パーシーの跡取娘エリザベスと結婚してパーシー家の広大な所領を手にすることに成功した。エリザベスが死去すると彼は再婚したが、彼が1748年に86歳で天寿を全うすると、爵位は先妻エリザベスとの子であるアルジャーノン（1684年 - 1750年）が継承した。
7代公はそれ以前の1722年1月21日に母方の家系に伝わっていたパーシー男爵に叙せられていた。64歳と当時にしては高齢でサマセット公爵位を継承したが、その時点で長男に先立たれており、男子の爵位継承者が残っていなかった。そこで彼は1749年に所領の大分割を行い、娘エリザベスとその婿ヒュー・スミソンに遺産の多くを与えた。それに合わせて同年10月2日には特別継承権で娘婿スミソンに継承可能なノーサンバランド伯とノーサンバーランド州におけるワークワース城のワークワース男爵（Baron Warkworth, of Warkworth Castle in the County of Northumberland）に叙され、さらに10月3日に妹の子供のチャールズ・ウィンダムに継承可能なえぐエグレモント伯爵とカンバーランド州におけるコッカマス城のコッカマス男爵 (Baron Cockermouth, of Cockermouth Castle in the County of Cumberland) に叙せられた。
こうして1750年にアルジャーノンが亡くなると、残った所領がルールに従って継承された。ハートフォード伯爵位とビーチャム男爵位とトローブリッジのシーモア男爵位は消滅し、サマセット公爵位は初代公爵にさかのぼっての分流である第6代ベリー・ポメロイ準男爵エドワード・シーモアが継承した。

8代公の死後、爵位は長男のエドワード（1717年 - 1792年）が継承したが、未婚のまま亡くなったために次男のウェッブ（1718年 - 1793年）が継承した。10代公も間もなく死去し、爵位は長男で有名な数学者のエドワード・アドルファス・サンモール（1775年 - 1855年）が継承する。彼は洗礼を受けて名前をシーモアからサンモール (St. Maur) に変えているが、その後もシーモアはしばしば使われる。

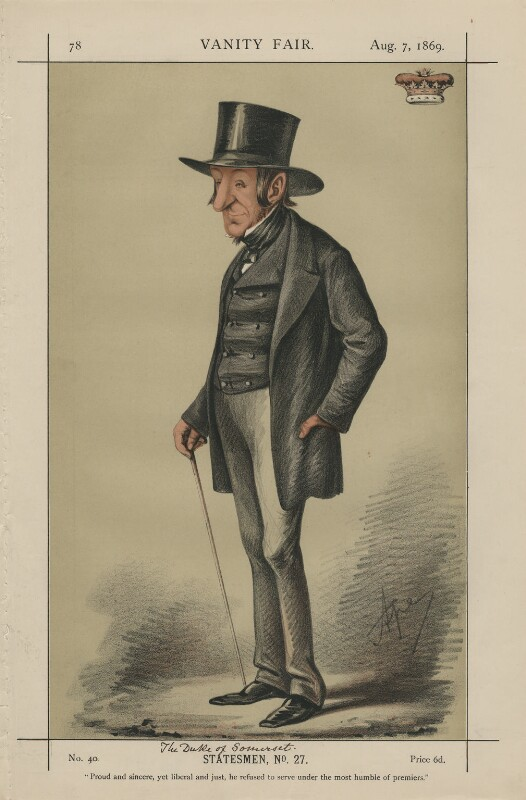
12代公エドワード・シーモア。フランスの旧家サンモール家末裔と称した。

1855年に11代公が死去すると、爵位は長男のエドワード（1804年 - 1885年）が継承する。彼は自分が単にサマセット公の子孫であるだけでなく、フランスの旧家サンモール家の末裔にもあたると主張してヴィクトリア女王にその爵位を求め、1863年6月19日にデヴォン州におけるベリー・ポメロイのサンモール伯爵 (Earl St Maur, of Berry Pomeroy in the County of Devon) に叙せられた。この時以降、長男フェルディナンドはサンモール伯を儀礼称号としている。
1885年に12代公が81歳で死去した時、既に息子たちに先立たれていたために、サンモール伯爵位は廃絶し、一方サマセット公爵位は弟のアーチボルド（1810年 - 1891年）が継承した。しかしこの際に12代公は自分の長男の非嫡出子2人と自分の娘3人に巨額の財産を残したため公爵家の財産は散逸した。
13代公が死去するとその弟アルジャーノン（1813年 - 1894年）が継承した。3年後にアルジャーノンも亡くなると、その息子のアルジャーノン（1846年 - 1923年）が爵位を継承した。
1923年に15代公が死去すると、彼にも子供がいなかったために遠縁にあたるエドワード・ハミルトン・シーモア（1860年 - 1931年）が爵位を継承した。エドワードは8代公の末子の子孫であり、実に170年前に枝分かれした家系である。エドワードの爵位は息子のエヴァリン（1882年 - 1954年）が継承し、その子パーシー（1910年 - 1984年）へと引き継がれた。
現在、サマセット公爵位は1952年に生まれたジョン・マイケル・エドワード・シーモアが保有している。また、法定推定相続人は1982年に生まれたシーモア男爵セバスチャン・シーモアである。
家訓は「義務による信頼 (Foy Pour Devoir)」。所有邸宅は南デヴォンにあるベリー・ポメロイとサマセットのメイデン・ブラッドレイにあるブラッドレイ・ハウスである。
- 18代公パーシーと一族の邸宅ブラッドレー・ハウス（英語版）
- 公爵家邸宅の一つベリー・ポメロイ城（英語版）

## 現当主の保有爵位/準男爵位
現当主の第19代サマセット公爵ジョン・シーモアは以下の爵位・準男爵位を保有している。
- 第19代サマセット公爵 (19th Duke of Somerset)
(1547年2月15日の勅許状によるイングランド貴族爵位)
- アッシュの第19代シーモア男爵 (19th Baron Seymour of Hache)
(1547年2月15日の勅許状によるイングランド貴族爵位)
- （デヴォン州におけるベリー・ポメロイの）第17代準男爵 (17th Baronet, styled "of Berry Pomeroy, co. Devon")
(1611年6月29日の勅許状によるイングランド準男爵位)

シーモア男爵位が法定推定相続人の儀礼称号である。他の公爵家が（マンチェスター公を除いて）儀礼称号に侯爵もしくは伯爵を用いるのに対して、サマセット公だけは他に従属称号を持たないため、最も低い称号を儀礼称号として用いている。

### かつての従属爵位
かつての主な従属称号は以下の通り。
| 爵位                         | 主たる爵位            | 創設年 | 廃絶/分離年 | 備考                               |
| ---------------------------- | --------------------- | ------ | ----------- | ---------------------------------- |
| ケンダル伯爵                 | サマセット公爵(第1期) | 1443年 | 1444年      |                                    |
| サマセット伯爵               | サマセット公爵(第1期) | 1397年 | 1461年剥奪  |                                    |
| サマセット侯爵               | サマセット公爵(第1期) | 1397年 | 1461年剥奪  |                                    |
| ドーセット伯爵               | サマセット公爵(第1期) | 1442年 | 1461年剥奪  |                                    |
| ドーセット侯爵               | サマセット公爵(第1期) | 1443年 | 1461年剥奪  |                                    |
| ロチェスター子爵             | サマセット伯爵(第3期) | 1611年 | 1645年      |                                    |
| アッシュのビーチャム子爵     | サマセット公爵(第4期) | 1536年 | 1552年剥奪  |                                    |
| ハートフォード伯爵           | サマセット公爵(第4期) | 1537年 | 1750年      |                                    |
| アッシュのビーチャム男爵     | サマセット公爵(第4期) | 1559年 | 1750年      |                                    |
| ハートフォード侯爵           | サマセット公爵(第4期) | 1640年 | 1675年      |                                    |
| トローブリッジのシーモア男爵 | サマセット公爵(第4期) | 1641年 | 1750年      | 分家筋だったが宗家相続ののち廃絶。 |
| アニックのパーシー男爵       | サマセット公爵(第4期) | 1722年 | 1750年分離  | ノーサンバーランド伯爵家へ分離。   |
| コッカマス男爵               | サマセット公爵(第4期) | 1749年 | 1750年分離  | ノーサンバーランド伯爵家へ分離。   |
| イグリモント伯爵             | サマセット公爵(第4期) | 1749年 | 1750年分離  | ノーサンバーランド伯爵家へ分離。   |
| サンモール伯爵               | サマセット公爵(第4期) | 1863年 | 1885年      |                                    |

1. ↑  特記ない限り、廃絶年を示す。
2. ↑  ビーチャム子爵同様に1552年に剥奪されるも、1559年に再授与されたのち、1750年に廃絶した。

## サマセット伯、サマセット公一覧

### サマセット伯爵 (第1期;1141年）
- 初代サマセット伯爵ウィリアム・ドゥ・モーン（英語版） （? - 1155年ごろ）

### サマセット伯爵 (第2期;1397年）
- 初代サマセット伯爵ジョン・ボーフォート（1371年/1373年 - 1410年）
- 第2代サマセット伯爵ヘンリー・ボーフォート （1401年 - 1418年）
- 第3代サマセット伯爵ジョン・ボーフォート （1404年 - 1444年）(1443年サマセット公爵陛爵）
- 第4代サマセット伯爵エドマンド・ボーフォート （1448年サマセット公に昇爵）

### サマセット公爵 (第1期:1443年）
- 初代サマセット公爵ジョン・ボーフォート（1404年 - 1444年、1444年 消滅）
- 第2代サマセット公爵エドムンド・ボーフォート （1406年ごろ - 1455年、1448年 再興）
- 第3代サマセット公爵ヘンリー・ボーフォート （1436年 - 1464年、称号剥奪）
- 第4代サマセット公爵エドムンド・ボーフォート （1439年ごろ - 1471年、ランカスター派による自称）

### サマセット公爵 (第2期;1499年）
- 初代サマセット公爵エドムンド・テューダー （1499年 - 1500年）

### サマセット公爵 (第3期;1525年）
- 初代サマセット公爵(初代リッチモンド公爵)ヘンリー・フィッツロイ （1519年 - 1536年、消滅）

### サマセット公爵 (第4期;1547年）
- 初代サマセット公爵エドワード・シーモア（1500年ごろ - 1552年、剥奪1552年）

### サマセット伯爵 (第3期;1613年)
- 初代サマセット伯爵ロバート・カー （1590年ごろ - 1645年、消滅）

### サマセット公爵 (第4期;1547年）
- 第2代サマセット公爵ウィリアム・シーモア （1588年 - 1660年、再興1660年）
- 第3代サマセット公爵ウィリアム・シーモア （1654年 - 1671年）
- 第4代サマセット公爵ジョン・シーモア（1646年以前 - 1675年）
- 第5代サマセット公爵フランシス・シーモア （1658年 - 1678年）
- 第6代サマセット公爵チャールズ・シーモア （1662年 - 1748年）
- 第7代サマセット公爵アルジャーノン・シーモア （1684年 - 1750年）
- 第8代サマセット公爵エドワード・シーモア （1701年 - 1757年）
- 第9代サマセット公爵エドワード・シーモア （1717年 - 1792年）
- 第10代サマセット公爵ウェッブ・シーモア （1718年 - 1793年）
- 第11代サマセット公爵エドワード・アドルファス・サンモール（英語版） (1775年-1855年)
- 第12代サマセット公爵エドワード・アドルファス・サンモール（英語版） (1804年-1885年)
- 第13代サマセット公爵アーチボルド・ヘンリー・アルジャーノン・サンモール （1810年 - 1891年）
- 第14代サマセット公爵アルジャーノン・パーシー・バンクス・サンモール（英語版） （1813年 - 1894年）
- 第15代サマセット公爵アルジャーノン・サンモール（英語版） （1846年 - 1923年）
- 第16代サマセット公爵エドワード・ハミルトン・シーモア（英語版） （1860年 - 1931年）
- 第17代サマセット公爵イヴリン・フランシス・シーモア（英語版） （1882年 - 1954年）
- 第18代サマセット公爵パーシー・ハミルトン・シーモア（英語版） （1910年 - 1984年）
- 第19代サマセット公爵ジョン・マイケル・エドワード・シーモア（英語版） （1952年 - ）
  - 法定推定相続人は現当主の息子であるシーモア男爵(儀礼称号)セバスチャン・エドワード・シーモア （1982年2月3日 - ）

### サンモール伯爵（1863年）
- 初代サンモール伯爵(第12代サマセット公爵)エドワード・アドルファス・サンモール（英語版）

## 家系図
|                                                            |                                                            |                                                                |                                                                |                                                                |                                                                | イングランド王 エドワード3世 (1312–1377)                             |                                                                      |                                                                      |                                                                      |                                                                      |                                                                      |                                                                    |                                                                    |                                                                    |                                                                    |                                                                    |                                                                    |                                                                        |                                                                        |                                                                        |                                                                        |                                                                        |                                                                        |                                                                   |                                                                   |                                                                   |                                                                   |                                                                   |                                                                   |                                                        |                                                        |                                                            |                                                            |                                                            |                                                            |                                                            |                                                            |                                                          |                                                          |                                                       |                                                       |                                                                      |                                                                      |                                                                               |                                                                               |                                                                               |                                                                               |                                                                               |                                                                               |  |  |  |  |  |  |  |  |  |  |  |  |
|                                                            |                                                            |                                                                |                                                                |                                                                |                                                                |                                                                      |                                                                      |                                                                      |                                                                      |                                                                      |                                                                      |                                                                    |                                                                    |                                                                    |                                                                    |                                                                    |                                                                    |                                                                        |                                                                        |                                                                        |                                                                        |                                                                        |                                                                        |                                                                   |                                                                   |                                                                   |                                                                   |                                                                   |                                                                   |                                                        |                                                        |                                                            |                                                            |                                                            |                                                            |                                                            |                                                            |                                                          |                                                          |                                                       |                                                       |                                                                      |                                                                      |                                                                               |                                                                               |                                                                               |                                                                               |                                                                               |                                                                               |  |  |  |  |  |  |  |  |  |  |  |  |
|                                                            |                                                            |                                                                |                                                                |                                                                |                                                                |                                                                      |                                                                      |                                                                      |                                                                      |                                                                      |                                                                      |                                                                    |                                                                    |                                                                    |                                                                    |                                                                    |                                                                    |                                                                        |                                                                        |                                                                        |                                                                        |                                                                        |                                                                        |                                                                   |                                                                   |                                                                   |                                                                   |                                                                   |                                                                   |                                                        |                                                        |                                                            |                                                            |                                                            |                                                            |                                                            |                                                            |                                                          |                                                          |                                                       |                                                       |                                                                      |                                                                      |                                                                               |                                                                               |                                                                               |                                                                               |                                                                               |                                                                               |  |  |  |  |  |  |  |  |  |  |  |  |
|                                                            |                                                            | クラレンス公 ライオネル・オブ・アントワープ (1338–1368)        | クラレンス公 ライオネル・オブ・アントワープ (1338–1368)        | クラレンス公 ライオネル・オブ・アントワープ (1338–1368)        | クラレンス公 ライオネル・オブ・アントワープ (1338–1368)        | クラレンス公 ライオネル・オブ・アントワープ (1338–1368)              | クラレンス公 ライオネル・オブ・アントワープ (1338–1368)              |                                                                      |                                                                      | 初代ランカスター公 ジョン・オブ・ゴーント (1340–1399)                | 初代ランカスター公 ジョン・オブ・ゴーント (1340–1399)                | 初代ランカスター公 ジョン・オブ・ゴーント (1340–1399)              | 初代ランカスター公 ジョン・オブ・ゴーント (1340–1399)              | 初代ランカスター公 ジョン・オブ・ゴーント (1340–1399)              | 初代ランカスター公 ジョン・オブ・ゴーント (1340–1399)              |                                                                    |                                                                    |                                                                        |                                                                        |                                                                        |                                                                        |                                                                        |                                                                        |                                                                   |                                                                   |                                                                   |                                                                   |                                                                   |                                                                   |                                                        |                                                        |                                                            |                                                            |                                                            |                                                            |                                                            |                                                            |                                                          |                                                          |                                                       |                                                       |                                                                      |                                                                      |                                                                               |                                                                               |                                                                               |                                                                               |                                                                               |                                                                               |  |  |  |  |  |  |  |  |  |  |  |  |
|                                                            |                                                            | クラレンス公 ライオネル・オブ・アントワープ (1338–1368)        | クラレンス公 ライオネル・オブ・アントワープ (1338–1368)        | クラレンス公 ライオネル・オブ・アントワープ (1338–1368)        | クラレンス公 ライオネル・オブ・アントワープ (1338–1368)        | クラレンス公 ライオネル・オブ・アントワープ (1338–1368)              | クラレンス公 ライオネル・オブ・アントワープ (1338–1368)              |                                                                      |                                                                      | 初代ランカスター公 ジョン・オブ・ゴーント (1340–1399)                | 初代ランカスター公 ジョン・オブ・ゴーント (1340–1399)                | 初代ランカスター公 ジョン・オブ・ゴーント (1340–1399)              | 初代ランカスター公 ジョン・オブ・ゴーント (1340–1399)              | 初代ランカスター公 ジョン・オブ・ゴーント (1340–1399)              | 初代ランカスター公 ジョン・オブ・ゴーント (1340–1399)              |                                                                    |                                                                    |                                                                        |                                                                        |                                                                        |                                                                        |                                                                        |                                                                        |                                                                   |                                                                   |                                                                   |                                                                   |                                                                   |                                                                   |                                                        |                                                        |                                                            |                                                            |                                                            |                                                            |                                                            |                                                            |                                                          |                                                          |                                                       |                                                       |                                                                      |                                                                      |                                                                               |                                                                               |                                                                               |                                                                               |                                                                               |                                                                               |  |  |  |  |  |  |  |  |  |  |  |  |
|                                                            |                                                            |                                                                |                                                                |                                                                |                                                                |                                                                      |                                                                      |                                                                      |                                                                      | サマセット伯, 1397年 サマセット侯, 1397年 (1399年に侯爵位取り消し)   |                                                                      |                                                                    |                                                                    |                                                                    |                                                                    |                                                                    |                                                                    |                                                                        |                                                                        |                                                                        |                                                                        |                                                                        |                                                                        |                                                                   |                                                                   |                                                                   |                                                                   |                                                                   |                                                                   |                                                        |                                                        |                                                            |                                                            |                                                            |                                                            |                                                            |                                                            |                                                          |                                                          |                                                       |                                                       |                                                                      |                                                                      |                                                                               |                                                                               |                                                                               |                                                                               |                                                                               |                                                                               |  |  |  |  |  |  |  |  |  |  |  |  |
|                                                            |                                                            |                                                                |                                                                |                                                                |                                                                |                                                                      |                                                                      |                                                                      |                                                                      | 初代サマセット伯 ジョン・ボーフォート (1373–1410)                    |                                                                      |                                                                    |                                                                    |                                                                    |                                                                    |                                                                    |                                                                    |                                                                        |                                                                        |                                                                        |                                                                        |                                                                        |                                                                        |                                                                   |                                                                   |                                                                   |                                                                   |                                                                   |                                                                   |                                                        |                                                        |                                                            |                                                            |                                                            |                                                            |                                                            |                                                            |                                                          |                                                          |                                                       |                                                       |                                                                      |                                                                      |                                                                               |                                                                               |                                                                               |                                                                               |                                                                               |                                                                               |  |  |  |  |  |  |  |  |  |  |  |  |
|                                                            |                                                            |                                                                |                                                                |                                                                |                                                                |                                                                      |                                                                      |                                                                      |                                                                      |                                                                      |                                                                      |                                                                    |                                                                    |                                                                    |                                                                    |                                                                    |                                                                    |                                                                        |                                                                        |                                                                        |                                                                        |                                                                        |                                                                        |                                                                   |                                                                   |                                                                   |                                                                   |                                                                   |                                                                   |                                                        |                                                        |                                                            |                                                            |                                                            |                                                            |                                                            |                                                            |                                                          |                                                          |                                                       |                                                       |                                                                      |                                                                      |                                                                               |                                                                               |                                                                               |                                                                               |                                                                               |                                                                               |  |  |  |  |  |  |  |  |  |  |  |  |
|                                                            |                                                            |                                                                |                                                                |                                                                |                                                                |                                                                      |                                                                      |                                                                      |                                                                      |                                                                      |                                                                      |                                                                    |                                                                    |                                                                    |                                                                    |                                                                    |                                                                    |                                                                        |                                                                        |                                                                        |                                                                        |                                                                        |                                                                        |                                                                   |                                                                   |                                                                   |                                                                   |                                                                   |                                                                   |                                                        |                                                        |                                                            |                                                            |                                                            |                                                            |                                                            |                                                            |                                                          |                                                          |                                                       |                                                       |                                                                      |                                                                      |                                                                               |                                                                               |                                                                               |                                                                               |                                                                               |                                                                               |  |  |  |  |  |  |  |  |  |  |  |  |
|                                                            |                                                            |                                                                |                                                                |                                                                |                                                                |                                                                      |                                                                      |                                                                      |                                                                      |                                                                      |                                                                      |                                                                    |                                                                    |                                                                    |                                                                    |                                                                    |                                                                    | サマセット公, 1443年                                                   | サマセット公, 1443年                                                   | サマセット公, 1443年                                                   | サマセット公, 1443年                                                   | サマセット公, 1443年                                                   | サマセット公, 1443年                                                   |                                                                   |                                                                   |                                                                   |                                                                   |                                                                   |                                                                   | サマセット公, 1448年                                   | サマセット公, 1448年                                   | サマセット公, 1448年                                       | サマセット公, 1448年                                       | サマセット公, 1448年                                       | サマセット公, 1448年                                       |                                                            |                                                            |                                                          |                                                          |                                                       |                                                       |                                                                      |                                                                      |                                                                               |                                                                               |                                                                               |                                                                               |                                                                               |                                                                               |  |  |  |  |  |  |  |  |  |  |  |  |
|                                                            |                                                            |                                                                |                                                                |                                                                |                                                                |                                                                      |                                                                      |                                                                      |                                                                      | 2代サマセット伯 ヘンリー・ボーフォート (1401–1418)                   | 2代サマセット伯 ヘンリー・ボーフォート (1401–1418)                   | 2代サマセット伯 ヘンリー・ボーフォート (1401–1418)                 | 2代サマセット伯 ヘンリー・ボーフォート (1401–1418)                 | 2代サマセット伯 ヘンリー・ボーフォート (1401–1418)                 | 2代サマセット伯 ヘンリー・ボーフォート (1401–1418)                 |                                                                    |                                                                    | サマセット公, 1443年                                                   | サマセット公, 1443年                                                   | サマセット公, 1443年                                                   | サマセット公, 1443年                                                   | サマセット公, 1443年                                                   | サマセット公, 1443年                                                   | 3代サマセット伯 初代サマセット公 ジョン・ボーフォート (1404–1444) | 3代サマセット伯 初代サマセット公 ジョン・ボーフォート (1404–1444) | 3代サマセット伯 初代サマセット公 ジョン・ボーフォート (1404–1444) | 3代サマセット伯 初代サマセット公 ジョン・ボーフォート (1404–1444) | 3代サマセット伯 初代サマセット公 ジョン・ボーフォート (1404–1444) | 3代サマセット伯 初代サマセット公 ジョン・ボーフォート (1404–1444) | サマセット公, 1448年                                   | サマセット公, 1448年                                   | サマセット公, 1448年                                       | サマセット公, 1448年                                       | サマセット公, 1448年                                       | サマセット公, 1448年                                       |                                                            |                                                            |                                                          |                                                          |                                                       |                                                       | 2代サマセット公 4代サマセット伯 エドムンド・ボーフォート (1406–1455) | 2代サマセット公 4代サマセット伯 エドムンド・ボーフォート (1406–1455) | 2代サマセット公 4代サマセット伯 エドムンド・ボーフォート (1406–1455)          | 2代サマセット公 4代サマセット伯 エドムンド・ボーフォート (1406–1455)          | 2代サマセット公 4代サマセット伯 エドムンド・ボーフォート (1406–1455)          | 2代サマセット公 4代サマセット伯 エドムンド・ボーフォート (1406–1455)          |                                                                               |                                                                               |  |  |  |  |  |  |  |  |  |  |  |  |
|                                                            |                                                            |                                                                |                                                                |                                                                |                                                                |                                                                      |                                                                      |                                                                      |                                                                      | 2代サマセット伯 ヘンリー・ボーフォート (1401–1418)                   | 2代サマセット伯 ヘンリー・ボーフォート (1401–1418)                   | 2代サマセット伯 ヘンリー・ボーフォート (1401–1418)                 | 2代サマセット伯 ヘンリー・ボーフォート (1401–1418)                 | 2代サマセット伯 ヘンリー・ボーフォート (1401–1418)                 | 2代サマセット伯 ヘンリー・ボーフォート (1401–1418)                 |                                                                    |                                                                    |                                                                        |                                                                        |                                                                        |                                                                        |                                                                        |                                                                        | 3代サマセット伯 初代サマセット公 ジョン・ボーフォート (1404–1444) | 3代サマセット伯 初代サマセット公 ジョン・ボーフォート (1404–1444) | 3代サマセット伯 初代サマセット公 ジョン・ボーフォート (1404–1444) | 3代サマセット伯 初代サマセット公 ジョン・ボーフォート (1404–1444) | 3代サマセット伯 初代サマセット公 ジョン・ボーフォート (1404–1444) | 3代サマセット伯 初代サマセット公 ジョン・ボーフォート (1404–1444) |                                                        |                                                        |                                                            |                                                            |                                                            |                                                            |                                                            |                                                            |                                                          |                                                          |                                                       |                                                       | 2代サマセット公 4代サマセット伯 エドムンド・ボーフォート (1406–1455) | 2代サマセット公 4代サマセット伯 エドムンド・ボーフォート (1406–1455) | 2代サマセット公 4代サマセット伯 エドムンド・ボーフォート (1406–1455)          | 2代サマセット公 4代サマセット伯 エドムンド・ボーフォート (1406–1455)          | 2代サマセット公 4代サマセット伯 エドムンド・ボーフォート (1406–1455)          | 2代サマセット公 4代サマセット伯 エドムンド・ボーフォート (1406–1455)          |                                                                               |                                                                               |  |  |  |  |  |  |  |  |  |  |  |  |
|                                                            |                                                            |                                                                |                                                                |                                                                |                                                                |                                                                      |                                                                      |                                                                      |                                                                      |                                                                      |                                                                      |                                                                    |                                                                    |                                                                    |                                                                    |                                                                    |                                                                    |                                                                        |                                                                        |                                                                        |                                                                        |                                                                        |                                                                        |                                                                   |                                                                   |                                                                   |                                                                   |                                                                   |                                                                   |                                                        |                                                        |                                                            |                                                            |                                                            |                                                            |                                                            |                                                            |                                                          |                                                          |                                                       |                                                       |                                                                      |                                                                      |                                                                               |                                                                               |                                                                               |                                                                               |                                                                               |                                                                               |  |  |  |  |  |  |  |  |  |  |  |  |
|                                                            |                                                            |                                                                |                                                                |                                                                |                                                                |                                                                      |                                                                      |                                                                      |                                                                      |                                                                      |                                                                      |                                                                    |                                                                    |                                                                    |                                                                    |                                                                    |                                                                    | マーガレット・ボーフォート (1443–1509) m.(2) 初代リッチモンド伯        | マーガレット・ボーフォート (1443–1509) m.(2) 初代リッチモンド伯        | マーガレット・ボーフォート (1443–1509) m.(2) 初代リッチモンド伯        | マーガレット・ボーフォート (1443–1509) m.(2) 初代リッチモンド伯        | マーガレット・ボーフォート (1443–1509) m.(2) 初代リッチモンド伯        | マーガレット・ボーフォート (1443–1509) m.(2) 初代リッチモンド伯        |                                                                   |                                                                   | 3代サマセット公 ヘンリー・ボーフォート (1436–1464)                | 3代サマセット公 ヘンリー・ボーフォート (1436–1464)                | 3代サマセット公 ヘンリー・ボーフォート (1436–1464)                | 3代サマセット公 ヘンリー・ボーフォート (1436–1464)                | 3代サマセット公 ヘンリー・ボーフォート (1436–1464)     | 3代サマセット公 ヘンリー・ボーフォート (1436–1464)     |                                                            |                                                            | 4代サマセット公 エドムンド・ボーフォート (1439ごろ–1471)   | 4代サマセット公 エドムンド・ボーフォート (1439ごろ–1471)   | 4代サマセット公 エドムンド・ボーフォート (1439ごろ–1471)   | 4代サマセット公 エドムンド・ボーフォート (1439ごろ–1471)   | 4代サマセット公 エドムンド・ボーフォート (1439ごろ–1471) | 4代サマセット公 エドムンド・ボーフォート (1439ごろ–1471) |                                                       |                                                       |                                                                      |                                                                      |                                                                               |                                                                               |                                                                               |                                                                               |                                                                               |                                                                               |  |  |  |  |  |  |  |  |  |  |  |  |
|                                                            |                                                            |                                                                |                                                                |                                                                |                                                                |                                                                      |                                                                      |                                                                      |                                                                      |                                                                      |                                                                      |                                                                    |                                                                    |                                                                    |                                                                    |                                                                    |                                                                    | マーガレット・ボーフォート (1443–1509) m.(2) 初代リッチモンド伯        | マーガレット・ボーフォート (1443–1509) m.(2) 初代リッチモンド伯        | マーガレット・ボーフォート (1443–1509) m.(2) 初代リッチモンド伯        | マーガレット・ボーフォート (1443–1509) m.(2) 初代リッチモンド伯        | マーガレット・ボーフォート (1443–1509) m.(2) 初代リッチモンド伯        | マーガレット・ボーフォート (1443–1509) m.(2) 初代リッチモンド伯        |                                                                   |                                                                   | 3代サマセット公 ヘンリー・ボーフォート (1436–1464)                | 3代サマセット公 ヘンリー・ボーフォート (1436–1464)                | 3代サマセット公 ヘンリー・ボーフォート (1436–1464)                | 3代サマセット公 ヘンリー・ボーフォート (1436–1464)                | 3代サマセット公 ヘンリー・ボーフォート (1436–1464)     | 3代サマセット公 ヘンリー・ボーフォート (1436–1464)     |                                                            |                                                            | 4代サマセット公 エドムンド・ボーフォート (1439ごろ–1471)   | 4代サマセット公 エドムンド・ボーフォート (1439ごろ–1471)   | 4代サマセット公 エドムンド・ボーフォート (1439ごろ–1471)   | 4代サマセット公 エドムンド・ボーフォート (1439ごろ–1471)   | 4代サマセット公 エドムンド・ボーフォート (1439ごろ–1471) | 4代サマセット公 エドムンド・ボーフォート (1439ごろ–1471) |                                                       |                                                       |                                                                      |                                                                      |                                                                               |                                                                               |                                                                               |                                                                               |                                                                               |                                                                               |  |  |  |  |  |  |  |  |  |  |  |  |
|                                                            |                                                            |                                                                |                                                                |                                                                |                                                                |                                                                      |                                                                      |                                                                      |                                                                      |                                                                      |                                                                      |                                                                    |                                                                    |                                                                    |                                                                    |                                                                    |                                                                    |                                                                        |                                                                        |                                                                        |                                                                        |                                                                        |                                                                        |                                                                   |                                                                   | ボーフォート公爵                                                  |                                                                   |                                                                   |                                                                   |                                                        |                                                        |                                                            |                                                            |                                                            |                                                            |                                                            |                                                            |                                                          |                                                          |                                                       |                                                       |                                                                      |                                                                      |                                                                               |                                                                               |                                                                               |                                                                               |                                                                               |                                                                               |  |  |  |  |  |  |  |  |  |  |  |  |
|                                                            |                                                            | マージェリー・ウェントワース (c.1478–1550) m. ジョン・シーモア | マージェリー・ウェントワース (c.1478–1550) m. ジョン・シーモア | マージェリー・ウェントワース (c.1478–1550) m. ジョン・シーモア | マージェリー・ウェントワース (c.1478–1550) m. ジョン・シーモア | マージェリー・ウェントワース (c.1478–1550) m. ジョン・シーモア       | マージェリー・ウェントワース (c.1478–1550) m. ジョン・シーモア       |                                                                      |                                                                      |                                                                      |                                                                      |                                                                    |                                                                    |                                                                    |                                                                    |                                                                    |                                                                    | ヘンリー7世 (1457–1509)                                                | ヘンリー7世 (1457–1509)                                                | ヘンリー7世 (1457–1509)                                                | ヘンリー7世 (1457–1509)                                                | ヘンリー7世 (1457–1509)                                                | ヘンリー7世 (1457–1509)                                                |                                                                   |                                                                   |                                                                   |                                                                   |                                                                   |                                                                   |                                                        |                                                        |                                                            |                                                            |                                                            |                                                            |                                                            |                                                            |                                                          |                                                          |                                                       |                                                       |                                                                      |                                                                      |                                                                               |                                                                               |                                                                               |                                                                               |                                                                               |                                                                               |  |  |  |  |  |  |  |  |  |  |  |  |
|                                                            |                                                            | マージェリー・ウェントワース (c.1478–1550) m. ジョン・シーモア | マージェリー・ウェントワース (c.1478–1550) m. ジョン・シーモア | マージェリー・ウェントワース (c.1478–1550) m. ジョン・シーモア | マージェリー・ウェントワース (c.1478–1550) m. ジョン・シーモア | マージェリー・ウェントワース (c.1478–1550) m. ジョン・シーモア       | マージェリー・ウェントワース (c.1478–1550) m. ジョン・シーモア       |                                                                      |                                                                      |                                                                      |                                                                      |                                                                    |                                                                    |                                                                    |                                                                    |                                                                    |                                                                    | ヘンリー7世 (1457–1509)                                                | ヘンリー7世 (1457–1509)                                                | ヘンリー7世 (1457–1509)                                                | ヘンリー7世 (1457–1509)                                                | ヘンリー7世 (1457–1509)                                                | ヘンリー7世 (1457–1509)                                                |                                                                   |                                                                   |                                                                   |                                                                   |                                                                   |                                                                   |                                                        |                                                        |                                                            |                                                            |                                                            |                                                            |                                                            |                                                            |                                                          |                                                          |                                                       |                                                       |                                                                      |                                                                      |                                                                               |                                                                               |                                                                               |                                                                               |                                                                               |                                                                               |  |  |  |  |  |  |  |  |  |  |  |  |
|                                                            |                                                            |                                                                |                                                                |                                                                |                                                                |                                                                      |                                                                      |                                                                      |                                                                      |                                                                      |                                                                      |                                                                    |                                                                    |                                                                    |                                                                    |                                                                    |                                                                    |                                                                        |                                                                        |                                                                        |                                                                        |                                                                        |                                                                        |                                                                   |                                                                   |                                                                   |                                                                   |                                                                   |                                                                   |                                                        |                                                        |                                                            |                                                            |                                                            |                                                            |                                                            |                                                            |                                                          |                                                          |                                                       |                                                       |                                                                      |                                                                      |                                                                               |                                                                               |                                                                               |                                                                               |                                                                               |                                                                               |  |  |  |  |  |  |  |  |  |  |  |  |
| ハートフォード侯, 1537年 サマセット公, 1547年              | ハートフォード侯, 1537年 サマセット公, 1547年              | ハートフォード侯, 1537年 サマセット公, 1547年                  | ハートフォード侯, 1537年 サマセット公, 1547年                  | ハートフォード侯, 1537年 サマセット公, 1547年                  | ハートフォード侯, 1537年 サマセット公, 1547年                  |                                                                      |                                                                      |                                                                      |                                                                      |                                                                      |                                                                      |                                                                    |                                                                    |                                                                    |                                                                    |                                                                    |                                                                    |                                                                        |                                                                        |                                                                        |                                                                        |                                                                        |                                                                        |                                                                   |                                                                   |                                                                   |                                                                   |                                                                   |                                                                   |                                                        |                                                        |                                                            |                                                            | サマセット公, 1499年                                       | サマセット公, 1499年                                       | サマセット公, 1499年                                       | サマセット公, 1499年                                       | サマセット公, 1499年                                     | サマセット公, 1499年                                     |                                                       |                                                       |                                                                      |                                                                      |                                                                               |                                                                               |                                                                               |                                                                               |                                                                               |                                                                               |  |  |  |  |  |  |  |  |  |  |  |  |
| ハートフォード侯, 1537年 サマセット公, 1547年              | ハートフォード侯, 1537年 サマセット公, 1547年              | ハートフォード侯, 1537年 サマセット公, 1547年                  | ハートフォード侯, 1537年 サマセット公, 1547年                  | ハートフォード侯, 1537年 サマセット公, 1547年                  | ハートフォード侯, 1537年 サマセット公, 1547年                  | 初代サマセット公 エドワード・シーモア (1500ごろ–1552) 処刑・爵位剥奪 | 初代サマセット公 エドワード・シーモア (1500ごろ–1552) 処刑・爵位剥奪 | 初代サマセット公 エドワード・シーモア (1500ごろ–1552) 処刑・爵位剥奪 | 初代サマセット公 エドワード・シーモア (1500ごろ–1552) 処刑・爵位剥奪 | 初代サマセット公 エドワード・シーモア (1500ごろ–1552) 処刑・爵位剥奪 | 初代サマセット公 エドワード・シーモア (1500ごろ–1552) 処刑・爵位剥奪 |                                                                    |                                                                    | ジェーン・シーモア (1508ごろ–1537)                                 | ジェーン・シーモア (1508ごろ–1537)                                 | ジェーン・シーモア (1508ごろ–1537)                                 | ジェーン・シーモア (1508ごろ–1537)                                 | ジェーン・シーモア (1508ごろ–1537)                                     | ジェーン・シーモア (1508ごろ–1537)                                     |                                                                        |                                                                        |                                                                        |                                                                        | ヘンリー8世 (1491-1547)                                           | ヘンリー8世 (1491-1547)                                           | ヘンリー8世 (1491-1547)                                           | ヘンリー8世 (1491-1547)                                           | ヘンリー8世 (1491-1547)                                           | ヘンリー8世 (1491-1547)                                           |                                                        |                                                        | メアリー (フランス王妃) (1496–1533) m.(2) 初代サフォーク公 | メアリー (フランス王妃) (1496–1533) m.(2) 初代サフォーク公 | メアリー (フランス王妃) (1496–1533) m.(2) 初代サフォーク公 | メアリー (フランス王妃) (1496–1533) m.(2) 初代サフォーク公 | メアリー (フランス王妃) (1496–1533) m.(2) 初代サフォーク公 | メアリー (フランス王妃) (1496–1533) m.(2) 初代サフォーク公 | サマセット公, 1499年                                     | サマセット公, 1499年                                     |                                                       |                                                       | 初代サマセット公 エドムンド王子 (1499–1500)                          | 初代サマセット公 エドムンド王子 (1499–1500)                          | 初代サマセット公 エドムンド王子 (1499–1500)                                   | 初代サマセット公 エドムンド王子 (1499–1500)                                   | 初代サマセット公 エドムンド王子 (1499–1500)                                   | 初代サマセット公 エドムンド王子 (1499–1500)                                   |                                                                               |                                                                               |  |  |  |  |  |  |  |  |  |  |  |  |
|                                                            |                                                            |                                                                |                                                                |                                                                |                                                                | 初代サマセット公 エドワード・シーモア (1500ごろ–1552) 処刑・爵位剥奪 | 初代サマセット公 エドワード・シーモア (1500ごろ–1552) 処刑・爵位剥奪 | 初代サマセット公 エドワード・シーモア (1500ごろ–1552) 処刑・爵位剥奪 | 初代サマセット公 エドワード・シーモア (1500ごろ–1552) 処刑・爵位剥奪 | 初代サマセット公 エドワード・シーモア (1500ごろ–1552) 処刑・爵位剥奪 | 初代サマセット公 エドワード・シーモア (1500ごろ–1552) 処刑・爵位剥奪 |                                                                    |                                                                    | ジェーン・シーモア (1508ごろ–1537)                                 | ジェーン・シーモア (1508ごろ–1537)                                 | ジェーン・シーモア (1508ごろ–1537)                                 | ジェーン・シーモア (1508ごろ–1537)                                 | ジェーン・シーモア (1508ごろ–1537)                                     | ジェーン・シーモア (1508ごろ–1537)                                     |                                                                        |                                                                        |                                                                        |                                                                        | ヘンリー8世 (1491-1547)                                           | ヘンリー8世 (1491-1547)                                           | ヘンリー8世 (1491-1547)                                           | ヘンリー8世 (1491-1547)                                           | ヘンリー8世 (1491-1547)                                           | ヘンリー8世 (1491-1547)                                           |                                                        |                                                        | メアリー (フランス王妃) (1496–1533) m.(2) 初代サフォーク公 | メアリー (フランス王妃) (1496–1533) m.(2) 初代サフォーク公 | メアリー (フランス王妃) (1496–1533) m.(2) 初代サフォーク公 | メアリー (フランス王妃) (1496–1533) m.(2) 初代サフォーク公 | メアリー (フランス王妃) (1496–1533) m.(2) 初代サフォーク公 | メアリー (フランス王妃) (1496–1533) m.(2) 初代サフォーク公 |                                                          |                                                          |                                                       |                                                       | 初代サマセット公 エドムンド王子 (1499–1500)                          | 初代サマセット公 エドムンド王子 (1499–1500)                          | 初代サマセット公 エドムンド王子 (1499–1500)                                   | 初代サマセット公 エドムンド王子 (1499–1500)                                   | 初代サマセット公 エドムンド王子 (1499–1500)                                   | 初代サマセット公 エドムンド王子 (1499–1500)                                   |                                                                               |                                                                               |  |  |  |  |  |  |  |  |  |  |  |  |
|                                                            |                                                            |                                                                |                                                                |                                                                |                                                                |                                                                      |                                                                      |                                                                      |                                                                      |                                                                      |                                                                      |                                                                    |                                                                    |                                                                    |                                                                    |                                                                    |                                                                    |                                                                        |                                                                        |                                                                        |                                                                        |                                                                        |                                                                        |                                                                   |                                                                   |                                                                   |                                                                   |                                                                   |                                                                   |                                                        |                                                        |                                                            |                                                            |                                                            |                                                            |                                                            |                                                            |                                                          |                                                          |                                                       |                                                       |                                                                      |                                                                      |                                                                               |                                                                               |                                                                               |                                                                               |                                                                               |                                                                               |  |  |  |  |  |  |  |  |  |  |  |  |
|                                                            |                                                            |                                                                |                                                                |                                                                |                                                                |                                                                      |                                                                      |                                                                      |                                                                      |                                                                      |                                                                      |                                                                    |                                                                    |                                                                    |                                                                    |                                                                    |                                                                    | リッチモンド公 サマセット公, 1525年                                    |                                                                        |                                                                        |                                                                        |                                                                        |                                                                        |                                                                   |                                                                   |                                                                   |                                                                   |                                                                   |                                                                   |                                                        |                                                        |                                                            |                                                            |                                                            |                                                            |                                                            |                                                            |                                                          |                                                          |                                                       |                                                       |                                                                      |                                                                      |                                                                               |                                                                               |                                                                               |                                                                               |                                                                               |                                                                               |  |  |  |  |  |  |  |  |  |  |  |  |
|                                                            |                                                            |                                                                |                                                                |                                                                |                                                                |                                                                      |                                                                      |                                                                      |                                                                      | エドワード6世 (1537–1553)                                            | エドワード6世 (1537–1553)                                            | エドワード6世 (1537–1553)                                          | エドワード6世 (1537–1553)                                          | エドワード6世 (1537–1553)                                          | エドワード6世 (1537–1553)                                          |                                                                    |                                                                    | 初代リッチモンド公 初代サマセット公 ヘンリー・フィッツロイ (1519–1536) | 初代リッチモンド公 初代サマセット公 ヘンリー・フィッツロイ (1519–1536) | 初代リッチモンド公 初代サマセット公 ヘンリー・フィッツロイ (1519–1536) | 初代リッチモンド公 初代サマセット公 ヘンリー・フィッツロイ (1519–1536) | 初代リッチモンド公 初代サマセット公 ヘンリー・フィッツロイ (1519–1536) | 初代リッチモンド公 初代サマセット公 ヘンリー・フィッツロイ (1519–1536) |                                                                   |                                                                   | フランセス・ブランドン (1517–1559) m. 初代サフォーク公            | フランセス・ブランドン (1517–1559) m. 初代サフォーク公            | フランセス・ブランドン (1517–1559) m. 初代サフォーク公            | フランセス・ブランドン (1517–1559) m. 初代サフォーク公            | フランセス・ブランドン (1517–1559) m. 初代サフォーク公 | フランセス・ブランドン (1517–1559) m. 初代サフォーク公 |                                                            |                                                            |                                                            |                                                            |                                                            |                                                            |                                                          |                                                          |                                                       |                                                       |                                                                      |                                                                      |                                                                               |                                                                               |                                                                               |                                                                               |                                                                               |                                                                               |  |  |  |  |  |  |  |  |  |  |  |  |
|                                                            |                                                            |                                                                |                                                                |                                                                |                                                                |                                                                      |                                                                      |                                                                      |                                                                      | エドワード6世 (1537–1553)                                            | エドワード6世 (1537–1553)                                            | エドワード6世 (1537–1553)                                          | エドワード6世 (1537–1553)                                          | エドワード6世 (1537–1553)                                          | エドワード6世 (1537–1553)                                          |                                                                    |                                                                    | 初代リッチモンド公 初代サマセット公 ヘンリー・フィッツロイ (1519–1536) | 初代リッチモンド公 初代サマセット公 ヘンリー・フィッツロイ (1519–1536) | 初代リッチモンド公 初代サマセット公 ヘンリー・フィッツロイ (1519–1536) | 初代リッチモンド公 初代サマセット公 ヘンリー・フィッツロイ (1519–1536) | 初代リッチモンド公 初代サマセット公 ヘンリー・フィッツロイ (1519–1536) | 初代リッチモンド公 初代サマセット公 ヘンリー・フィッツロイ (1519–1536) |                                                                   |                                                                   | フランセス・ブランドン (1517–1559) m. 初代サフォーク公            | フランセス・ブランドン (1517–1559) m. 初代サフォーク公            | フランセス・ブランドン (1517–1559) m. 初代サフォーク公            | フランセス・ブランドン (1517–1559) m. 初代サフォーク公            | フランセス・ブランドン (1517–1559) m. 初代サフォーク公 | フランセス・ブランドン (1517–1559) m. 初代サフォーク公 |                                                            |                                                            |                                                            |                                                            |                                                            |                                                            |                                                          |                                                          |                                                       |                                                       |                                                                      |                                                                      |                                                                               |                                                                               |                                                                               |                                                                               |                                                                               |                                                                               |  |  |  |  |  |  |  |  |  |  |  |  |
|                                                            |                                                            |                                                                |                                                                |                                                                |                                                                |                                                                      |                                                                      |                                                                      |                                                                      |                                                                      |                                                                      |                                                                    |                                                                    |                                                                    |                                                                    |                                                                    |                                                                    |                                                                        |                                                                        |                                                                        |                                                                        |                                                                        |                                                                        |                                                                   |                                                                   |                                                                   |                                                                   |                                                                   |                                                                   |                                                        |                                                        |                                                            |                                                            |                                                            |                                                            |                                                            |                                                            |                                                          |                                                          |                                                       |                                                       |                                                                      |                                                                      |                                                                               |                                                                               |                                                                               |                                                                               |                                                                               |                                                                               |  |  |  |  |  |  |  |  |  |  |  |  |
|                                                            |                                                            |                                                                |                                                                |                                                                |                                                                |                                                                      |                                                                      |                                                                      |                                                                      |                                                                      |                                                                      | ハートフォード侯, 1559年                                           |                                                                    |                                                                    |                                                                    |                                                                    |                                                                    |                                                                        |                                                                        |                                                                        |                                                                        |                                                                        |                                                                        |                                                                   |                                                                   |                                                                   |                                                                   |                                                                   |                                                                   |                                                        |                                                        |                                                            |                                                            |                                                            |                                                            |                                                            |                                                            |                                                          |                                                          |                                                       |                                                       |                                                                      |                                                                      |                                                                               |                                                                               |                                                                               |                                                                               |                                                                               |                                                                               |  |  |  |  |  |  |  |  |  |  |  |  |
| エドワード・シーモア (1528ごろ–1593)                       | エドワード・シーモア (1528ごろ–1593)                       | エドワード・シーモア (1528ごろ–1593)                           | エドワード・シーモア (1528ごろ–1593)                           | エドワード・シーモア (1528ごろ–1593)                           | エドワード・シーモア (1528ごろ–1593)                           |                                                                      |                                                                      |                                                                      |                                                                      |                                                                      |                                                                      | 初代ハートフォード伯 エドワード・シーモア (1539–1621)              | 初代ハートフォード伯 エドワード・シーモア (1539–1621)              | 初代ハートフォード伯 エドワード・シーモア (1539–1621)              | 初代ハートフォード伯 エドワード・シーモア (1539–1621)              | 初代ハートフォード伯 エドワード・シーモア (1539–1621)              | 初代ハートフォード伯 エドワード・シーモア (1539–1621)              |                                                                        |                                                                        |                                                                        |                                                                        |                                                                        |                                                                        |                                                                   |                                                                   | キャサリン・グレイ (1540–1568)                                    | キャサリン・グレイ (1540–1568)                                    | キャサリン・グレイ (1540–1568)                                    | キャサリン・グレイ (1540–1568)                                    | キャサリン・グレイ (1540–1568)                         | キャサリン・グレイ (1540–1568)                         |                                                            |                                                            |                                                            |                                                            |                                                            |                                                            |                                                          |                                                          |                                                       |                                                       |                                                                      |                                                                      |                                                                               |                                                                               |                                                                               |                                                                               |                                                                               |                                                                               |  |  |  |  |  |  |  |  |  |  |  |  |
| エドワード・シーモア (1528ごろ–1593)                       | エドワード・シーモア (1528ごろ–1593)                       | エドワード・シーモア (1528ごろ–1593)                           | エドワード・シーモア (1528ごろ–1593)                           | エドワード・シーモア (1528ごろ–1593)                           | エドワード・シーモア (1528ごろ–1593)                           |                                                                      |                                                                      |                                                                      |                                                                      |                                                                      |                                                                      | 初代ハートフォード伯 エドワード・シーモア (1539–1621)              | 初代ハートフォード伯 エドワード・シーモア (1539–1621)              | 初代ハートフォード伯 エドワード・シーモア (1539–1621)              | 初代ハートフォード伯 エドワード・シーモア (1539–1621)              | 初代ハートフォード伯 エドワード・シーモア (1539–1621)              | 初代ハートフォード伯 エドワード・シーモア (1539–1621)              |                                                                        |                                                                        |                                                                        |                                                                        |                                                                        |                                                                        |                                                                   |                                                                   | キャサリン・グレイ (1540–1568)                                    | キャサリン・グレイ (1540–1568)                                    | キャサリン・グレイ (1540–1568)                                    | キャサリン・グレイ (1540–1568)                                    | キャサリン・グレイ (1540–1568)                         | キャサリン・グレイ (1540–1568)                         |                                                            |                                                            |                                                            |                                                            |                                                            |                                                            |                                                          |                                                          |                                                       |                                                       |                                                                      |                                                                      |                                                                               |                                                                               |                                                                               |                                                                               |                                                                               |                                                                               |  |  |  |  |  |  |  |  |  |  |  |  |
|                                                            |                                                            |                                                                |                                                                |                                                                |                                                                |                                                                      |                                                                      |                                                                      |                                                                      |                                                                      |                                                                      |                                                                    |                                                                    |                                                                    |                                                                    |                                                                    |                                                                    |                                                                        |                                                                        |                                                                        |                                                                        |                                                                        |                                                                        |                                                                   |                                                                   |                                                                   |                                                                   |                                                                   |                                                                   |                                                        |                                                        |                                                            |                                                            |                                                            |                                                            |                                                            |                                                            |                                                          |                                                          |                                                       |                                                       |                                                                      |                                                                      |                                                                               |                                                                               |                                                                               |                                                                               |                                                                               |                                                                               |  |  |  |  |  |  |  |  |  |  |  |  |
| 初代準男爵 エドワード・シーモア (1563ごろ–1613)            | 初代準男爵 エドワード・シーモア (1563ごろ–1613)            | 初代準男爵 エドワード・シーモア (1563ごろ–1613)                | 初代準男爵 エドワード・シーモア (1563ごろ–1613)                | 初代準男爵 エドワード・シーモア (1563ごろ–1613)                | 初代準男爵 エドワード・シーモア (1563ごろ–1613)                |                                                                      |                                                                      |                                                                      |                                                                      |                                                                      |                                                                      |                                                                    |                                                                    |                                                                    |                                                                    |                                                                    |                                                                    | ビーチャム卿 エドワード・シーモア (1561–1612)                          | ビーチャム卿 エドワード・シーモア (1561–1612)                          | ビーチャム卿 エドワード・シーモア (1561–1612)                          | ビーチャム卿 エドワード・シーモア (1561–1612)                          | ビーチャム卿 エドワード・シーモア (1561–1612)                          | ビーチャム卿 エドワード・シーモア (1561–1612)                          |                                                                   |                                                                   |                                                                   |                                                                   |                                                                   |                                                                   |                                                        |                                                        |                                                            |                                                            |                                                            |                                                            |                                                            |                                                            |                                                          |                                                          |                                                       |                                                       |                                                                      |                                                                      |                                                                               |                                                                               |                                                                               |                                                                               |                                                                               |                                                                               |  |  |  |  |  |  |  |  |  |  |  |  |
| 初代準男爵 エドワード・シーモア (1563ごろ–1613)            | 初代準男爵 エドワード・シーモア (1563ごろ–1613)            | 初代準男爵 エドワード・シーモア (1563ごろ–1613)                | 初代準男爵 エドワード・シーモア (1563ごろ–1613)                | 初代準男爵 エドワード・シーモア (1563ごろ–1613)                | 初代準男爵 エドワード・シーモア (1563ごろ–1613)                |                                                                      |                                                                      |                                                                      |                                                                      |                                                                      |                                                                      |                                                                    |                                                                    |                                                                    |                                                                    |                                                                    |                                                                    | ビーチャム卿 エドワード・シーモア (1561–1612)                          | ビーチャム卿 エドワード・シーモア (1561–1612)                          | ビーチャム卿 エドワード・シーモア (1561–1612)                          | ビーチャム卿 エドワード・シーモア (1561–1612)                          | ビーチャム卿 エドワード・シーモア (1561–1612)                          | ビーチャム卿 エドワード・シーモア (1561–1612)                          |                                                                   |                                                                   |                                                                   |                                                                   |                                                                   |                                                                   |                                                        |                                                        |                                                            |                                                            |                                                            |                                                            |                                                            |                                                            |                                                          |                                                          |                                                       |                                                       |                                                                      |                                                                      |                                                                               |                                                                               |                                                                               |                                                                               |                                                                               |                                                                               |  |  |  |  |  |  |  |  |  |  |  |  |
|                                                            |                                                            |                                                                |                                                                |                                                                |                                                                |                                                                      |                                                                      |                                                                      |                                                                      |                                                                      |                                                                      |                                                                    |                                                                    |                                                                    |                                                                    |                                                                    |                                                                    |                                                                        |                                                                        |                                                                        |                                                                        |                                                                        |                                                                        |                                                                   |                                                                   |                                                                   |                                                                   |                                                                   |                                                                   |                                                        |                                                        |                                                            |                                                            |                                                            |                                                            |                                                            |                                                            |                                                          |                                                          |                                                       |                                                       |                                                                      |                                                                      |                                                                               |                                                                               |                                                                               |                                                                               |                                                                               |                                                                               |  |  |  |  |  |  |  |  |  |  |  |  |
|                                                            |                                                            |                                                                |                                                                |                                                                |                                                                |                                                                      |                                                                      |                                                                      |                                                                      |                                                                      |                                                                      | ハートフォード侯, 1641年 サマセット公, 1547年 (1660年に公爵位回復) | ハートフォード侯, 1641年 サマセット公, 1547年 (1660年に公爵位回復) | ハートフォード侯, 1641年 サマセット公, 1547年 (1660年に公爵位回復) | ハートフォード侯, 1641年 サマセット公, 1547年 (1660年に公爵位回復) | ハートフォード侯, 1641年 サマセット公, 1547年 (1660年に公爵位回復) | ハートフォード侯, 1641年 サマセット公, 1547年 (1660年に公爵位回復) |                                                                        |                                                                        |                                                                        |                                                                        |                                                                        |                                                                        |                                                                   |                                                                   |                                                                   |                                                                   | トローブリッジの シーモア男爵, 1641年                             | トローブリッジの シーモア男爵, 1641年                             | トローブリッジの シーモア男爵, 1641年                  | トローブリッジの シーモア男爵, 1641年                  | トローブリッジの シーモア男爵, 1641年                      | トローブリッジの シーモア男爵, 1641年                      |                                                            |                                                            |                                                            |                                                            |                                                          |                                                          |                                                       |                                                       |                                                                      |                                                                      |                                                                               |                                                                               |                                                                               |                                                                               |                                                                               |                                                                               |  |  |  |  |  |  |  |  |  |  |  |  |
| 2代準男爵 エドワード・シーモア (1580ごろ–1659)             | 2代準男爵 エドワード・シーモア (1580ごろ–1659)             | 2代準男爵 エドワード・シーモア (1580ごろ–1659)                 | 2代準男爵 エドワード・シーモア (1580ごろ–1659)                 | 2代準男爵 エドワード・シーモア (1580ごろ–1659)                 | 2代準男爵 エドワード・シーモア (1580ごろ–1659)                 |                                                                      |                                                                      |                                                                      |                                                                      |                                                                      |                                                                      | ハートフォード侯, 1641年 サマセット公, 1547年 (1660年に公爵位回復) | ハートフォード侯, 1641年 サマセット公, 1547年 (1660年に公爵位回復) | ハートフォード侯, 1641年 サマセット公, 1547年 (1660年に公爵位回復) | ハートフォード侯, 1641年 サマセット公, 1547年 (1660年に公爵位回復) | ハートフォード侯, 1641年 サマセット公, 1547年 (1660年に公爵位回復) | ハートフォード侯, 1641年 サマセット公, 1547年 (1660年に公爵位回復) | 初代ハートフォード侯 2代サマセット公 ウィリアム・シーモア (1588–1660)  | 初代ハートフォード侯 2代サマセット公 ウィリアム・シーモア (1588–1660)  | 初代ハートフォード侯 2代サマセット公 ウィリアム・シーモア (1588–1660)  | 初代ハートフォード侯 2代サマセット公 ウィリアム・シーモア (1588–1660)  | 初代ハートフォード侯 2代サマセット公 ウィリアム・シーモア (1588–1660)  | 初代ハートフォード侯 2代サマセット公 ウィリアム・シーモア (1588–1660)  |                                                                   |                                                                   |                                                                   |                                                                   | トローブリッジの シーモア男爵, 1641年                             | トローブリッジの シーモア男爵, 1641年                             | トローブリッジの シーモア男爵, 1641年                  | トローブリッジの シーモア男爵, 1641年                  | トローブリッジの シーモア男爵, 1641年                      | トローブリッジの シーモア男爵, 1641年                      |                                                            |                                                            |                                                            |                                                            |                                                          |                                                          | 初代シーモア男爵 フランシス・シーモア (1590ごろ–1664) | 初代シーモア男爵 フランシス・シーモア (1590ごろ–1664) | 初代シーモア男爵 フランシス・シーモア (1590ごろ–1664)                | 初代シーモア男爵 フランシス・シーモア (1590ごろ–1664)                | 初代シーモア男爵 フランシス・シーモア (1590ごろ–1664)                         | 初代シーモア男爵 フランシス・シーモア (1590ごろ–1664)                         |                                                                               |                                                                               |                                                                               |                                                                               |  |  |  |  |  |  |  |  |  |  |  |  |
| 2代準男爵 エドワード・シーモア (1580ごろ–1659)             | 2代準男爵 エドワード・シーモア (1580ごろ–1659)             | 2代準男爵 エドワード・シーモア (1580ごろ–1659)                 | 2代準男爵 エドワード・シーモア (1580ごろ–1659)                 | 2代準男爵 エドワード・シーモア (1580ごろ–1659)                 | 2代準男爵 エドワード・シーモア (1580ごろ–1659)                 |                                                                      |                                                                      |                                                                      |                                                                      |                                                                      |                                                                      |                                                                    |                                                                    |                                                                    |                                                                    |                                                                    |                                                                    | 初代ハートフォード侯 2代サマセット公 ウィリアム・シーモア (1588–1660)  | 初代ハートフォード侯 2代サマセット公 ウィリアム・シーモア (1588–1660)  | 初代ハートフォード侯 2代サマセット公 ウィリアム・シーモア (1588–1660)  | 初代ハートフォード侯 2代サマセット公 ウィリアム・シーモア (1588–1660)  | 初代ハートフォード侯 2代サマセット公 ウィリアム・シーモア (1588–1660)  | 初代ハートフォード侯 2代サマセット公 ウィリアム・シーモア (1588–1660)  |                                                                   |                                                                   |                                                                   |                                                                   |                                                                   |                                                                   |                                                        |                                                        |                                                            |                                                            |                                                            |                                                            |                                                            |                                                            |                                                          |                                                          | 初代シーモア男爵 フランシス・シーモア (1590ごろ–1664) | 初代シーモア男爵 フランシス・シーモア (1590ごろ–1664) | 初代シーモア男爵 フランシス・シーモア (1590ごろ–1664)                | 初代シーモア男爵 フランシス・シーモア (1590ごろ–1664)                | 初代シーモア男爵 フランシス・シーモア (1590ごろ–1664)                         | 初代シーモア男爵 フランシス・シーモア (1590ごろ–1664)                         |                                                                               |                                                                               |                                                                               |                                                                               |  |  |  |  |  |  |  |  |  |  |  |  |
|                                                            |                                                            |                                                                |                                                                |                                                                |                                                                |                                                                      |                                                                      |                                                                      |                                                                      |                                                                      |                                                                      |                                                                    |                                                                    |                                                                    |                                                                    |                                                                    |                                                                    |                                                                        |                                                                        |                                                                        |                                                                        |                                                                        |                                                                        |                                                                   |                                                                   |                                                                   |                                                                   |                                                                   |                                                                   |                                                        |                                                        |                                                            |                                                            |                                                            |                                                            |                                                            |                                                            |                                                          |                                                          |                                                       |                                                       |                                                                      |                                                                      |                                                                               |                                                                               |                                                                               |                                                                               |                                                                               |                                                                               |  |  |  |  |  |  |  |  |  |  |  |  |
| 3代準男爵 エドワード・シーモア (1610–1688)                 | 3代準男爵 エドワード・シーモア (1610–1688)                 | 3代準男爵 エドワード・シーモア (1610–1688)                     | 3代準男爵 エドワード・シーモア (1610–1688)                     | 3代準男爵 エドワード・シーモア (1610–1688)                     | 3代準男爵 エドワード・シーモア (1610–1688)                     |                                                                      |                                                                      | ビーチャム卿 ヘンリー・シーモア (1626ごろ–1654)                      | ビーチャム卿 ヘンリー・シーモア (1626ごろ–1654)                      | ビーチャム卿 ヘンリー・シーモア (1626ごろ–1654)                      | ビーチャム卿 ヘンリー・シーモア (1626ごろ–1654)                      | ビーチャム卿 ヘンリー・シーモア (1626ごろ–1654)                    | ビーチャム卿 ヘンリー・シーモア (1626ごろ–1654)                    |                                                                    |                                                                    | 4代サマセット公 ジョン・シーモア (1628ごろ–1675)                   | 4代サマセット公 ジョン・シーモア (1628ごろ–1675)                   | 4代サマセット公 ジョン・シーモア (1628ごろ–1675)                       | 4代サマセット公 ジョン・シーモア (1628ごろ–1675)                       | 4代サマセット公 ジョン・シーモア (1628ごろ–1675)                       | 4代サマセット公 ジョン・シーモア (1628ごろ–1675)                       |                                                                        |                                                                        |                                                                   |                                                                   |                                                                   |                                                                   | 2代シーモア男爵 チャールズ・シーモア (c.1621–1665)                | 2代シーモア男爵 チャールズ・シーモア (c.1621–1665)                | 2代シーモア男爵 チャールズ・シーモア (c.1621–1665)     | 2代シーモア男爵 チャールズ・シーモア (c.1621–1665)     | 2代シーモア男爵 チャールズ・シーモア (c.1621–1665)         | 2代シーモア男爵 チャールズ・シーモア (c.1621–1665)         |                                                            |                                                            |                                                            |                                                            |                                                          |                                                          |                                                       |                                                       |                                                                      |                                                                      |                                                                               |                                                                               |                                                                               |                                                                               |                                                                               |                                                                               |  |  |  |  |  |  |  |  |  |  |  |  |
| 3代準男爵 エドワード・シーモア (1610–1688)                 | 3代準男爵 エドワード・シーモア (1610–1688)                 | 3代準男爵 エドワード・シーモア (1610–1688)                     | 3代準男爵 エドワード・シーモア (1610–1688)                     | 3代準男爵 エドワード・シーモア (1610–1688)                     | 3代準男爵 エドワード・シーモア (1610–1688)                     |                                                                      |                                                                      | ビーチャム卿 ヘンリー・シーモア (1626ごろ–1654)                      | ビーチャム卿 ヘンリー・シーモア (1626ごろ–1654)                      | ビーチャム卿 ヘンリー・シーモア (1626ごろ–1654)                      | ビーチャム卿 ヘンリー・シーモア (1626ごろ–1654)                      | ビーチャム卿 ヘンリー・シーモア (1626ごろ–1654)                    | ビーチャム卿 ヘンリー・シーモア (1626ごろ–1654)                    |                                                                    |                                                                    | 4代サマセット公 ジョン・シーモア (1628ごろ–1675)                   | 4代サマセット公 ジョン・シーモア (1628ごろ–1675)                   | 4代サマセット公 ジョン・シーモア (1628ごろ–1675)                       | 4代サマセット公 ジョン・シーモア (1628ごろ–1675)                       | 4代サマセット公 ジョン・シーモア (1628ごろ–1675)                       | 4代サマセット公 ジョン・シーモア (1628ごろ–1675)                       |                                                                        |                                                                        |                                                                   |                                                                   |                                                                   |                                                                   | 2代シーモア男爵 チャールズ・シーモア (c.1621–1665)                | 2代シーモア男爵 チャールズ・シーモア (c.1621–1665)                | 2代シーモア男爵 チャールズ・シーモア (c.1621–1665)     | 2代シーモア男爵 チャールズ・シーモア (c.1621–1665)     | 2代シーモア男爵 チャールズ・シーモア (c.1621–1665)         | 2代シーモア男爵 チャールズ・シーモア (c.1621–1665)         |                                                            |                                                            |                                                            |                                                            |                                                          |                                                          |                                                       |                                                       |                                                                      |                                                                      |                                                                               |                                                                               |                                                                               |                                                                               |                                                                               |                                                                               |  |  |  |  |  |  |  |  |  |  |  |  |
|                                                            |                                                            |                                                                |                                                                |                                                                |                                                                |                                                                      |                                                                      |                                                                      |                                                                      |                                                                      |                                                                      |                                                                    |                                                                    |                                                                    |                                                                    |                                                                    |                                                                    |                                                                        |                                                                        |                                                                        |                                                                        |                                                                        |                                                                        |                                                                   |                                                                   |                                                                   |                                                                   |                                                                   |                                                                   |                                                        |                                                        |                                                            |                                                            |                                                            |                                                            |                                                            |                                                            |                                                          |                                                          |                                                       |                                                       |                                                                      |                                                                      |                                                                               |                                                                               |                                                                               |                                                                               |                                                                               |                                                                               |  |  |  |  |  |  |  |  |  |  |  |  |
| 4代準男爵 エドワード・シーモア (1633–1708)                 | 4代準男爵 エドワード・シーモア (1633–1708)                 | 4代準男爵 エドワード・シーモア (1633–1708)                     | 4代準男爵 エドワード・シーモア (1633–1708)                     | 4代準男爵 エドワード・シーモア (1633–1708)                     | 4代準男爵 エドワード・シーモア (1633–1708)                     |                                                                      |                                                                      | 3代サマセット公 ウィリアム・シーモア (1650–1671)                     | 3代サマセット公 ウィリアム・シーモア (1650–1671)                     | 3代サマセット公 ウィリアム・シーモア (1650–1671)                     | 3代サマセット公 ウィリアム・シーモア (1650–1671)                     | 3代サマセット公 ウィリアム・シーモア (1650–1671)                   | 3代サマセット公 ウィリアム・シーモア (1650–1671)                   |                                                                    |                                                                    |                                                                    |                                                                    |                                                                        |                                                                        |                                                                        |                                                                        |                                                                        |                                                                        | 3代シーモア男爵 5代サマセット公 フランシス・シーモア (1658–1678)  | 3代シーモア男爵 5代サマセット公 フランシス・シーモア (1658–1678)  | 3代シーモア男爵 5代サマセット公 フランシス・シーモア (1658–1678)  | 3代シーモア男爵 5代サマセット公 フランシス・シーモア (1658–1678)  | 3代シーモア男爵 5代サマセット公 フランシス・シーモア (1658–1678)  | 3代シーモア男爵 5代サマセット公 フランシス・シーモア (1658–1678)  |                                                        |                                                        | 6代サマセット公 チャールズ・シーモア (1662–1748)           | 6代サマセット公 チャールズ・シーモア (1662–1748)           | 6代サマセット公 チャールズ・シーモア (1662–1748)           | 6代サマセット公 チャールズ・シーモア (1662–1748)           | 6代サマセット公 チャールズ・シーモア (1662–1748)           | 6代サマセット公 チャールズ・シーモア (1662–1748)           |                                                          |                                                          |                                                       |                                                       |                                                                      |                                                                      |                                                                               |                                                                               |                                                                               |                                                                               |                                                                               |                                                                               |  |  |  |  |  |  |  |  |  |  |  |  |
| 4代準男爵 エドワード・シーモア (1633–1708)                 | 4代準男爵 エドワード・シーモア (1633–1708)                 | 4代準男爵 エドワード・シーモア (1633–1708)                     | 4代準男爵 エドワード・シーモア (1633–1708)                     | 4代準男爵 エドワード・シーモア (1633–1708)                     | 4代準男爵 エドワード・シーモア (1633–1708)                     |                                                                      |                                                                      | 3代サマセット公 ウィリアム・シーモア (1650–1671)                     | 3代サマセット公 ウィリアム・シーモア (1650–1671)                     | 3代サマセット公 ウィリアム・シーモア (1650–1671)                     | 3代サマセット公 ウィリアム・シーモア (1650–1671)                     | 3代サマセット公 ウィリアム・シーモア (1650–1671)                   | 3代サマセット公 ウィリアム・シーモア (1650–1671)                   |                                                                    |                                                                    |                                                                    |                                                                    |                                                                        |                                                                        |                                                                        |                                                                        |                                                                        |                                                                        | 3代シーモア男爵 5代サマセット公 フランシス・シーモア (1658–1678)  | 3代シーモア男爵 5代サマセット公 フランシス・シーモア (1658–1678)  | 3代シーモア男爵 5代サマセット公 フランシス・シーモア (1658–1678)  | 3代シーモア男爵 5代サマセット公 フランシス・シーモア (1658–1678)  | 3代シーモア男爵 5代サマセット公 フランシス・シーモア (1658–1678)  | 3代シーモア男爵 5代サマセット公 フランシス・シーモア (1658–1678)  |                                                        |                                                        | 6代サマセット公 チャールズ・シーモア (1662–1748)           | 6代サマセット公 チャールズ・シーモア (1662–1748)           | 6代サマセット公 チャールズ・シーモア (1662–1748)           | 6代サマセット公 チャールズ・シーモア (1662–1748)           | 6代サマセット公 チャールズ・シーモア (1662–1748)           | 6代サマセット公 チャールズ・シーモア (1662–1748)           |                                                          |                                                          |                                                       |                                                       |                                                                      |                                                                      |                                                                               |                                                                               |                                                                               |                                                                               |                                                                               |                                                                               |  |  |  |  |  |  |  |  |  |  |  |  |
|                                                            |                                                            |                                                                |                                                                |                                                                |                                                                |                                                                      |                                                                      |                                                                      |                                                                      |                                                                      |                                                                      |                                                                    |                                                                    |                                                                    |                                                                    |                                                                    |                                                                    |                                                                        |                                                                        |                                                                        |                                                                        |                                                                        |                                                                        |                                                                   |                                                                   |                                                                   |                                                                   |                                                                   |                                                                   |                                                        |                                                        |                                                            |                                                            |                                                            |                                                            |                                                            |                                                            |                                                          |                                                          |                                                       |                                                       |                                                                      |                                                                      |                                                                               |                                                                               |                                                                               |                                                                               |                                                                               |                                                                               |  |  |  |  |  |  |  |  |  |  |  |  |
|                                                            |                                                            |                                                                |                                                                |                                                                |                                                                | ハートフォード侯                                                     | ハートフォード侯                                                     | ハートフォード侯                                                     | ハートフォード侯                                                     | ハートフォード侯                                                     | ハートフォード侯                                                     |                                                                    |                                                                    |                                                                    |                                                                    |                                                                    |                                                                    |                                                                        |                                                                        |                                                                        |                                                                        |                                                                        |                                                                        |                                                                   |                                                                   |                                                                   |                                                                   |                                                                   |                                                                   |                                                        |                                                        | ノーサンバーランド伯, 1749年                               | ノーサンバーランド伯, 1749年                               | ノーサンバーランド伯, 1749年                               | ノーサンバーランド伯, 1749年                               | ノーサンバーランド伯, 1749年                               | ノーサンバーランド伯, 1749年                               |                                                          |                                                          |                                                       |                                                       |                                                                      |                                                                      |                                                                               |                                                                               |                                                                               |                                                                               |                                                                               |                                                                               |  |  |  |  |  |  |  |  |  |  |  |  |
| 5代準男爵 エドワード・シーモア (1663–1740)                 | 5代準男爵 エドワード・シーモア (1663–1740)                 | 5代準男爵 エドワード・シーモア (1663–1740)                     | 5代準男爵 エドワード・シーモア (1663–1740)                     | 5代準男爵 エドワード・シーモア (1663–1740)                     | 5代準男爵 エドワード・シーモア (1663–1740)                     | ハートフォード侯                                                     | ハートフォード侯                                                     | ハートフォード侯                                                     | ハートフォード侯                                                     | ハートフォード侯                                                     | ハートフォード侯                                                     |                                                                    |                                                                    |                                                                    |                                                                    |                                                                    |                                                                    |                                                                        |                                                                        |                                                                        |                                                                        |                                                                        |                                                                        |                                                                   |                                                                   |                                                                   |                                                                   |                                                                   |                                                                   |                                                        |                                                        | ノーサンバーランド伯, 1749年                               | ノーサンバーランド伯, 1749年                               | ノーサンバーランド伯, 1749年                               | ノーサンバーランド伯, 1749年                               | ノーサンバーランド伯, 1749年                               | ノーサンバーランド伯, 1749年                               |                                                          |                                                          |                                                       |                                                       |                                                                      |                                                                      | 7代サマセット公 初代ノーサンバーランド伯 アルジャーノン・シーモア (1684–1750) | 7代サマセット公 初代ノーサンバーランド伯 アルジャーノン・シーモア (1684–1750) | 7代サマセット公 初代ノーサンバーランド伯 アルジャーノン・シーモア (1684–1750) | 7代サマセット公 初代ノーサンバーランド伯 アルジャーノン・シーモア (1684–1750) | 7代サマセット公 初代ノーサンバーランド伯 アルジャーノン・シーモア (1684–1750) | 7代サマセット公 初代ノーサンバーランド伯 アルジャーノン・シーモア (1684–1750) |  |  |  |  |  |  |  |  |  |  |  |  |
| 5代準男爵 エドワード・シーモア (1663–1740)                 | 5代準男爵 エドワード・シーモア (1663–1740)                 | 5代準男爵 エドワード・シーモア (1663–1740)                     | 5代準男爵 エドワード・シーモア (1663–1740)                     | 5代準男爵 エドワード・シーモア (1663–1740)                     | 5代準男爵 エドワード・シーモア (1663–1740)                     |                                                                      |                                                                      |                                                                      |                                                                      |                                                                      |                                                                      |                                                                    |                                                                    |                                                                    |                                                                    |                                                                    |                                                                    |                                                                        |                                                                        |                                                                        |                                                                        |                                                                        |                                                                        |                                                                   |                                                                   |                                                                   |                                                                   |                                                                   |                                                                   |                                                        |                                                        |                                                            |                                                            |                                                            |                                                            |                                                            |                                                            |                                                          |                                                          |                                                       |                                                       |                                                                      |                                                                      | 7代サマセット公 初代ノーサンバーランド伯 アルジャーノン・シーモア (1684–1750) | 7代サマセット公 初代ノーサンバーランド伯 アルジャーノン・シーモア (1684–1750) | 7代サマセット公 初代ノーサンバーランド伯 アルジャーノン・シーモア (1684–1750) | 7代サマセット公 初代ノーサンバーランド伯 アルジャーノン・シーモア (1684–1750) | 7代サマセット公 初代ノーサンバーランド伯 アルジャーノン・シーモア (1684–1750) | 7代サマセット公 初代ノーサンバーランド伯 アルジャーノン・シーモア (1684–1750) |  |  |  |  |  |  |  |  |  |  |  |  |
|                                                            |                                                            |                                                                |                                                                |                                                                |                                                                |                                                                      |                                                                      |                                                                      |                                                                      |                                                                      |                                                                      |                                                                    |                                                                    |                                                                    |                                                                    |                                                                    |                                                                    |                                                                        |                                                                        |                                                                        |                                                                        |                                                                        |                                                                        |                                                                   |                                                                   |                                                                   |                                                                   |                                                                   |                                                                   |                                                        |                                                        |                                                            |                                                            |                                                            |                                                            |                                                            |                                                            |                                                          |                                                          |                                                       |                                                       |                                                                      |                                                                      |                                                                               |                                                                               |                                                                               |                                                                               |                                                                               |                                                                               |  |  |  |  |  |  |  |  |  |  |  |  |
|                                                            |                                                            |                                                                |                                                                |                                                                |                                                                |                                                                      |                                                                      |                                                                      |                                                                      |                                                                      |                                                                      |                                                                    |                                                                    |                                                                    |                                                                    |                                                                    |                                                                    |                                                                        |                                                                        |                                                                        |                                                                        |                                                                        |                                                                        |                                                                   |                                                                   | ノーサンバーランド公                                              |                                                                   |                                                                   |                                                                   |                                                        |                                                        |                                                            |                                                            |                                                            |                                                            |                                                            |                                                            |                                                          |                                                          |                                                       |                                                       |                                                                      |                                                                      |                                                                               |                                                                               |                                                                               |                                                                               |                                                                               |                                                                               |  |  |  |  |  |  |  |  |  |  |  |  |
| 6代準男爵 8代サマセット公 エドワード・シーモア (1695–1757) | 6代準男爵 8代サマセット公 エドワード・シーモア (1695–1757) | 6代準男爵 8代サマセット公 エドワード・シーモア (1695–1757)     | 6代準男爵 8代サマセット公 エドワード・シーモア (1695–1757)     | 6代準男爵 8代サマセット公 エドワード・シーモア (1695–1757)     | 6代準男爵 8代サマセット公 エドワード・シーモア (1695–1757)     |                                                                      |                                                                      |                                                                      |                                                                      |                                                                      |                                                                      |                                                                    |                                                                    |                                                                    |                                                                    |                                                                    |                                                                    |                                                                        |                                                                        |                                                                        |                                                                        |                                                                        |                                                                        |                                                                   |                                                                   |                                                                   |                                                                   |                                                                   |                                                                   |                                                        |                                                        | ビーチャム子爵 ジョージ・シーモア (1725–1744)              | ビーチャム子爵 ジョージ・シーモア (1725–1744)              | ビーチャム子爵 ジョージ・シーモア (1725–1744)              | ビーチャム子爵 ジョージ・シーモア (1725–1744)              | ビーチャム子爵 ジョージ・シーモア (1725–1744)              | ビーチャム子爵 ジョージ・シーモア (1725–1744)              |                                                          |                                                          |                                                       |                                                       |                                                                      |                                                                      |                                                                               |                                                                               |                                                                               |                                                                               |                                                                               |                                                                               |  |  |  |  |  |  |  |  |  |  |  |  |
| 6代準男爵 8代サマセット公 エドワード・シーモア (1695–1757) | 6代準男爵 8代サマセット公 エドワード・シーモア (1695–1757) | 6代準男爵 8代サマセット公 エドワード・シーモア (1695–1757)     | 6代準男爵 8代サマセット公 エドワード・シーモア (1695–1757)     | 6代準男爵 8代サマセット公 エドワード・シーモア (1695–1757)     | 6代準男爵 8代サマセット公 エドワード・シーモア (1695–1757)     |                                                                      |                                                                      |                                                                      |                                                                      |                                                                      |                                                                      |                                                                    |                                                                    |                                                                    |                                                                    |                                                                    |                                                                    |                                                                        |                                                                        |                                                                        |                                                                        |                                                                        |                                                                        |                                                                   |                                                                   |                                                                   |                                                                   |                                                                   |                                                                   |                                                        |                                                        | ビーチャム子爵 ジョージ・シーモア (1725–1744)              | ビーチャム子爵 ジョージ・シーモア (1725–1744)              | ビーチャム子爵 ジョージ・シーモア (1725–1744)              | ビーチャム子爵 ジョージ・シーモア (1725–1744)              | ビーチャム子爵 ジョージ・シーモア (1725–1744)              | ビーチャム子爵 ジョージ・シーモア (1725–1744)              |                                                          |                                                          |                                                       |                                                       |                                                                      |                                                                      |                                                                               |                                                                               |                                                                               |                                                                               |                                                                               |                                                                               |  |  |  |  |  |  |  |  |  |  |  |  |
|                                                            |                                                            |                                                                |                                                                |                                                                |                                                                |                                                                      |                                                                      |                                                                      |                                                                      |                                                                      |                                                                      |                                                                    |                                                                    |                                                                    |                                                                    |                                                                    |                                                                    |                                                                        |                                                                        |                                                                        |                                                                        |                                                                        |                                                                        |                                                                   |                                                                   |                                                                   |                                                                   |                                                                   |                                                                   |                                                        |                                                        |                                                            |                                                            |                                                            |                                                            |                                                            |                                                            |                                                          |                                                          |                                                       |                                                       |                                                                      |                                                                      |                                                                               |                                                                               |                                                                               |                                                                               |                                                                               |                                                                               |  |  |  |  |  |  |  |  |  |  |  |  |
| 9代サマセット公 エドワード・シーモア (1717–1792)           | 9代サマセット公 エドワード・シーモア (1717–1792)           | 9代サマセット公 エドワード・シーモア (1717–1792)               | 9代サマセット公 エドワード・シーモア (1717–1792)               | 9代サマセット公 エドワード・シーモア (1717–1792)               | 9代サマセット公 エドワード・シーモア (1717–1792)               |                                                                      |                                                                      | 10代サマセット公 ウェブ・シーモア (1718–1793)                        | 10代サマセット公 ウェブ・シーモア (1718–1793)                        | 10代サマセット公 ウェブ・シーモア (1718–1793)                        | 10代サマセット公 ウェブ・シーモア (1718–1793)                        | 10代サマセット公 ウェブ・シーモア (1718–1793)                      | 10代サマセット公 ウェブ・シーモア (1718–1793)                      |                                                                    |                                                                    |                                                                    |                                                                    |                                                                        |                                                                        |                                                                        |                                                                        |                                                                        |                                                                        | フランシス・シーモア (1726–1799)                                  | フランシス・シーモア (1726–1799)                                  | フランシス・シーモア (1726–1799)                                  | フランシス・シーモア (1726–1799)                                  | フランシス・シーモア (1726–1799)                                  | フランシス・シーモア (1726–1799)                                  |                                                        |                                                        |                                                            |                                                            |                                                            |                                                            |                                                            |                                                            |                                                          |                                                          |                                                       |                                                       |                                                                      |                                                                      |                                                                               |                                                                               |                                                                               |                                                                               |                                                                               |                                                                               |  |  |  |  |  |  |  |  |  |  |  |  |
| 9代サマセット公 エドワード・シーモア (1717–1792)           | 9代サマセット公 エドワード・シーモア (1717–1792)           | 9代サマセット公 エドワード・シーモア (1717–1792)               | 9代サマセット公 エドワード・シーモア (1717–1792)               | 9代サマセット公 エドワード・シーモア (1717–1792)               | 9代サマセット公 エドワード・シーモア (1717–1792)               |                                                                      |                                                                      | 10代サマセット公 ウェブ・シーモア (1718–1793)                        | 10代サマセット公 ウェブ・シーモア (1718–1793)                        | 10代サマセット公 ウェブ・シーモア (1718–1793)                        | 10代サマセット公 ウェブ・シーモア (1718–1793)                        | 10代サマセット公 ウェブ・シーモア (1718–1793)                      | 10代サマセット公 ウェブ・シーモア (1718–1793)                      |                                                                    |                                                                    |                                                                    |                                                                    |                                                                        |                                                                        |                                                                        |                                                                        |                                                                        |                                                                        | フランシス・シーモア (1726–1799)                                  | フランシス・シーモア (1726–1799)                                  | フランシス・シーモア (1726–1799)                                  | フランシス・シーモア (1726–1799)                                  | フランシス・シーモア (1726–1799)                                  | フランシス・シーモア (1726–1799)                                  |                                                        |                                                        |                                                            |                                                            |                                                            |                                                            |                                                            |                                                            |                                                          |                                                          |                                                       |                                                       |                                                                      |                                                                      |                                                                               |                                                                               |                                                                               |                                                                               |                                                                               |                                                                               |  |  |  |  |  |  |  |  |  |  |  |  |
|                                                            |                                                            |                                                                |                                                                |                                                                |                                                                |                                                                      |                                                                      | 11代サマセット公 エドワード・サンモール (1775–1855)                  | 11代サマセット公 エドワード・サンモール (1775–1855)                  | 11代サマセット公 エドワード・サンモール (1775–1855)                  | 11代サマセット公 エドワード・サンモール (1775–1855)                  | 11代サマセット公 エドワード・サンモール (1775–1855)                | 11代サマセット公 エドワード・サンモール (1775–1855)                |                                                                    |                                                                    |                                                                    |                                                                    |                                                                        |                                                                        |                                                                        |                                                                        |                                                                        |                                                                        | フランシス・シーモア (-1822)                                      | フランシス・シーモア (-1822)                                      | フランシス・シーモア (-1822)                                      | フランシス・シーモア (-1822)                                      | フランシス・シーモア (-1822)                                      | フランシス・シーモア (-1822)                                      |                                                        |                                                        |                                                            |                                                            |                                                            |                                                            |                                                            |                                                            |                                                          |                                                          |                                                       |                                                       |                                                                      |                                                                      |                                                                               |                                                                               |                                                                               |                                                                               |                                                                               |                                                                               |  |  |  |  |  |  |  |  |  |  |  |  |
|                                                            |                                                            |                                                                |                                                                |                                                                |                                                                |                                                                      |                                                                      | 11代サマセット公 エドワード・サンモール (1775–1855)                  | 11代サマセット公 エドワード・サンモール (1775–1855)                  | 11代サマセット公 エドワード・サンモール (1775–1855)                  | 11代サマセット公 エドワード・サンモール (1775–1855)                  | 11代サマセット公 エドワード・サンモール (1775–1855)                | 11代サマセット公 エドワード・サンモール (1775–1855)                |                                                                    |                                                                    |                                                                    |                                                                    |                                                                        |                                                                        |                                                                        |                                                                        |                                                                        |                                                                        | フランシス・シーモア (-1822)                                      | フランシス・シーモア (-1822)                                      | フランシス・シーモア (-1822)                                      | フランシス・シーモア (-1822)                                      | フランシス・シーモア (-1822)                                      | フランシス・シーモア (-1822)                                      |                                                        |                                                        |                                                            |                                                            |                                                            |                                                            |                                                            |                                                            |                                                          |                                                          |                                                       |                                                       |                                                                      |                                                                      |                                                                               |                                                                               |                                                                               |                                                                               |                                                                               |                                                                               |  |  |  |  |  |  |  |  |  |  |  |  |
|                                                            |                                                            |                                                                |                                                                |                                                                |                                                                |                                                                      |                                                                      |                                                                      |                                                                      |                                                                      |                                                                      |                                                                    |                                                                    |                                                                    |                                                                    |                                                                    |                                                                    |                                                                        |                                                                        |                                                                        |                                                                        |                                                                        |                                                                        |                                                                   |                                                                   |                                                                   |                                                                   |                                                                   |                                                                   |                                                        |                                                        |                                                            |                                                            |                                                            |                                                            |                                                            |                                                            |                                                          |                                                          |                                                       |                                                       |                                                                      |                                                                      |                                                                               |                                                                               |                                                                               |                                                                               |                                                                               |                                                                               |  |  |  |  |  |  |  |  |  |  |  |  |
| 12代サマセット公 エドワード・サンモール (1804–1885)        | 12代サマセット公 エドワード・サンモール (1804–1885)        | 12代サマセット公 エドワード・サンモール (1804–1885)            | 12代サマセット公 エドワード・サンモール (1804–1885)            | 12代サマセット公 エドワード・サンモール (1804–1885)            | 12代サマセット公 エドワード・サンモール (1804–1885)            |                                                                      |                                                                      | 13代サマセット公 アーチボルド・サンモール (1810–1891)                | 13代サマセット公 アーチボルド・サンモール (1810–1891)                | 13代サマセット公 アーチボルド・サンモール (1810–1891)                | 13代サマセット公 アーチボルド・サンモール (1810–1891)                | 13代サマセット公 アーチボルド・サンモール (1810–1891)              | 13代サマセット公 アーチボルド・サンモール (1810–1891)              |                                                                    |                                                                    | 14代サマセット公 アルジャーノン・サンモール (1813–1894)            | 14代サマセット公 アルジャーノン・サンモール (1813–1894)            | 14代サマセット公 アルジャーノン・サンモール (1813–1894)                | 14代サマセット公 アルジャーノン・サンモール (1813–1894)                | 14代サマセット公 アルジャーノン・サンモール (1813–1894)                | 14代サマセット公 アルジャーノン・サンモール (1813–1894)                |                                                                        |                                                                        | フランシス・シーモア (1788–1866)                                  | フランシス・シーモア (1788–1866)                                  | フランシス・シーモア (1788–1866)                                  | フランシス・シーモア (1788–1866)                                  | フランシス・シーモア (1788–1866)                                  | フランシス・シーモア (1788–1866)                                  |                                                        |                                                        |                                                            |                                                            |                                                            |                                                            |                                                            |                                                            |                                                          |                                                          |                                                       |                                                       |                                                                      |                                                                      |                                                                               |                                                                               |                                                                               |                                                                               |                                                                               |                                                                               |  |  |  |  |  |  |  |  |  |  |  |  |
| 12代サマセット公 エドワード・サンモール (1804–1885)        | 12代サマセット公 エドワード・サンモール (1804–1885)        | 12代サマセット公 エドワード・サンモール (1804–1885)            | 12代サマセット公 エドワード・サンモール (1804–1885)            | 12代サマセット公 エドワード・サンモール (1804–1885)            | 12代サマセット公 エドワード・サンモール (1804–1885)            |                                                                      |                                                                      | 13代サマセット公 アーチボルド・サンモール (1810–1891)                | 13代サマセット公 アーチボルド・サンモール (1810–1891)                | 13代サマセット公 アーチボルド・サンモール (1810–1891)                | 13代サマセット公 アーチボルド・サンモール (1810–1891)                | 13代サマセット公 アーチボルド・サンモール (1810–1891)              | 13代サマセット公 アーチボルド・サンモール (1810–1891)              |                                                                    |                                                                    | 14代サマセット公 アルジャーノン・サンモール (1813–1894)            | 14代サマセット公 アルジャーノン・サンモール (1813–1894)            | 14代サマセット公 アルジャーノン・サンモール (1813–1894)                | 14代サマセット公 アルジャーノン・サンモール (1813–1894)                | 14代サマセット公 アルジャーノン・サンモール (1813–1894)                | 14代サマセット公 アルジャーノン・サンモール (1813–1894)                |                                                                        |                                                                        | フランシス・シーモア (1788–1866)                                  | フランシス・シーモア (1788–1866)                                  | フランシス・シーモア (1788–1866)                                  | フランシス・シーモア (1788–1866)                                  | フランシス・シーモア (1788–1866)                                  | フランシス・シーモア (1788–1866)                                  |                                                        |                                                        |                                                            |                                                            |                                                            |                                                            |                                                            |                                                            |                                                          |                                                          |                                                       |                                                       |                                                                      |                                                                      |                                                                               |                                                                               |                                                                               |                                                                               |                                                                               |                                                                               |  |  |  |  |  |  |  |  |  |  |  |  |
| サンモール伯 フェルディナンド・サンモール (1835–1869)      | サンモール伯 フェルディナンド・サンモール (1835–1869)      | サンモール伯 フェルディナンド・サンモール (1835–1869)          | サンモール伯 フェルディナンド・サンモール (1835–1869)          | サンモール伯 フェルディナンド・サンモール (1835–1869)          | サンモール伯 フェルディナンド・サンモール (1835–1869)          |                                                                      |                                                                      |                                                                      |                                                                      |                                                                      |                                                                      |                                                                    |                                                                    |                                                                    |                                                                    | 15代サマセット公 アルジャーノン・サンモール (1846–1923)            | 15代サマセット公 アルジャーノン・サンモール (1846–1923)            | 15代サマセット公 アルジャーノン・サンモール (1846–1923)                | 15代サマセット公 アルジャーノン・サンモール (1846–1923)                | 15代サマセット公 アルジャーノン・サンモール (1846–1923)                | 15代サマセット公 アルジャーノン・サンモール (1846–1923)                |                                                                        |                                                                        | フランシス・シーモア (1815–1870)                                  | フランシス・シーモア (1815–1870)                                  | フランシス・シーモア (1815–1870)                                  | フランシス・シーモア (1815–1870)                                  | フランシス・シーモア (1815–1870)                                  | フランシス・シーモア (1815–1870)                                  |                                                        |                                                        |                                                            |                                                            |                                                            |                                                            |                                                            |                                                            |                                                          |                                                          |                                                       |                                                       |                                                                      |                                                                      |                                                                               |                                                                               |                                                                               |                                                                               |                                                                               |                                                                               |  |  |  |  |  |  |  |  |  |  |  |  |
| サンモール伯 フェルディナンド・サンモール (1835–1869)      | サンモール伯 フェルディナンド・サンモール (1835–1869)      | サンモール伯 フェルディナンド・サンモール (1835–1869)          | サンモール伯 フェルディナンド・サンモール (1835–1869)          | サンモール伯 フェルディナンド・サンモール (1835–1869)          | サンモール伯 フェルディナンド・サンモール (1835–1869)          |                                                                      |                                                                      |                                                                      |                                                                      |                                                                      |                                                                      |                                                                    |                                                                    |                                                                    |                                                                    | 15代サマセット公 アルジャーノン・サンモール (1846–1923)            | 15代サマセット公 アルジャーノン・サンモール (1846–1923)            | 15代サマセット公 アルジャーノン・サンモール (1846–1923)                | 15代サマセット公 アルジャーノン・サンモール (1846–1923)                | 15代サマセット公 アルジャーノン・サンモール (1846–1923)                | 15代サマセット公 アルジャーノン・サンモール (1846–1923)                |                                                                        |                                                                        | フランシス・シーモア (1815–1870)                                  | フランシス・シーモア (1815–1870)                                  | フランシス・シーモア (1815–1870)                                  | フランシス・シーモア (1815–1870)                                  | フランシス・シーモア (1815–1870)                                  | フランシス・シーモア (1815–1870)                                  |                                                        |                                                        |                                                            |                                                            |                                                            |                                                            |                                                            |                                                            |                                                          |                                                          |                                                       |                                                       |                                                                      |                                                                      |                                                                               |                                                                               |                                                                               |                                                                               |                                                                               |                                                                               |  |  |  |  |  |  |  |  |  |  |  |  |
|                                                            |                                                            |                                                                |                                                                |                                                                |                                                                |                                                                      |                                                                      |                                                                      |                                                                      |                                                                      |                                                                      |                                                                    |                                                                    |                                                                    |                                                                    |                                                                    |                                                                    |                                                                        |                                                                        |                                                                        |                                                                        |                                                                        |                                                                        |                                                                   |                                                                   |                                                                   |                                                                   |                                                                   |                                                                   |                                                        |                                                        |                                                            |                                                            |                                                            |                                                            |                                                            |                                                            |                                                          |                                                          |                                                       |                                                       |                                                                      |                                                                      |                                                                               |                                                                               |                                                                               |                                                                               |                                                                               |                                                                               |  |  |  |  |  |  |  |  |  |  |  |  |
|                                                            |                                                            |                                                                |                                                                |                                                                |                                                                |                                                                      |                                                                      |                                                                      |                                                                      |                                                                      |                                                                      |                                                                    |                                                                    |                                                                    |                                                                    |                                                                    |                                                                    |                                                                        |                                                                        | フランシス・シーモア (1853–1883)                                       | フランシス・シーモア (1853–1883)                                       | フランシス・シーモア (1853–1883)                                       | フランシス・シーモア (1853–1883)                                       | フランシス・シーモア (1853–1883)                                  | フランシス・シーモア (1853–1883)                                  |                                                                   |                                                                   | 16代サマセット公 エドワード・シーモア (1860–1931)                 | 16代サマセット公 エドワード・シーモア (1860–1931)                 | 16代サマセット公 エドワード・シーモア (1860–1931)      | 16代サマセット公 エドワード・シーモア (1860–1931)      | 16代サマセット公 エドワード・シーモア (1860–1931)          | 16代サマセット公 エドワード・シーモア (1860–1931)          |                                                            |                                                            |                                                            |                                                            |                                                          |                                                          |                                                       |                                                       |                                                                      |                                                                      |                                                                               |                                                                               |                                                                               |                                                                               |                                                                               |                                                                               |  |  |  |  |  |  |  |  |  |  |  |  |
|                                                            |                                                            |                                                                |                                                                |                                                                |                                                                |                                                                      |                                                                      |                                                                      |                                                                      |                                                                      |                                                                      |                                                                    |                                                                    |                                                                    |                                                                    |                                                                    |                                                                    |                                                                        |                                                                        | フランシス・シーモア (1853–1883)                                       | フランシス・シーモア (1853–1883)                                       | フランシス・シーモア (1853–1883)                                       | フランシス・シーモア (1853–1883)                                       | フランシス・シーモア (1853–1883)                                  | フランシス・シーモア (1853–1883)                                  |                                                                   |                                                                   | 16代サマセット公 エドワード・シーモア (1860–1931)                 | 16代サマセット公 エドワード・シーモア (1860–1931)                 | 16代サマセット公 エドワード・シーモア (1860–1931)      | 16代サマセット公 エドワード・シーモア (1860–1931)      | 16代サマセット公 エドワード・シーモア (1860–1931)          | 16代サマセット公 エドワード・シーモア (1860–1931)          |                                                            |                                                            |                                                            |                                                            |                                                          |                                                          |                                                       |                                                       |                                                                      |                                                                      |                                                                               |                                                                               |                                                                               |                                                                               |                                                                               |                                                                               |  |  |  |  |  |  |  |  |  |  |  |  |
|                                                            |                                                            |                                                                |                                                                |                                                                |                                                                |                                                                      |                                                                      |                                                                      |                                                                      |                                                                      |                                                                      |                                                                    |                                                                    |                                                                    |                                                                    |                                                                    |                                                                    |                                                                        |                                                                        |                                                                        |                                                                        |                                                                        |                                                                        |                                                                   |                                                                   |                                                                   |                                                                   | 17代サマセット公 イヴリン・シーモア (1882–1954)                   |                                                                   |                                                        |                                                        |                                                            |                                                            |                                                            |                                                            |                                                            |                                                            |                                                          |                                                          |                                                       |                                                       |                                                                      |                                                                      |                                                                               |                                                                               |                                                                               |                                                                               |                                                                               |                                                                               |  |  |  |  |  |  |  |  |  |  |  |  |
|                                                            |                                                            |                                                                |                                                                |                                                                |                                                                |                                                                      |                                                                      |                                                                      |                                                                      |                                                                      |                                                                      |                                                                    |                                                                    |                                                                    |                                                                    |                                                                    |                                                                    |                                                                        |                                                                        |                                                                        |                                                                        |                                                                        |                                                                        |                                                                   |                                                                   |                                                                   |                                                                   |                                                                   |                                                                   |                                                        |                                                        |                                                            |                                                            |                                                            |                                                            |                                                            |                                                            |                                                          |                                                          |                                                       |                                                       |                                                                      |                                                                      |                                                                               |                                                                               |                                                                               |                                                                               |                                                                               |                                                                               |  |  |  |  |  |  |  |  |  |  |  |  |
|                                                            |                                                            |                                                                |                                                                |                                                                |                                                                |                                                                      |                                                                      |                                                                      |                                                                      |                                                                      |                                                                      |                                                                    |                                                                    |                                                                    |                                                                    |                                                                    |                                                                    |                                                                        |                                                                        |                                                                        |                                                                        |                                                                        |                                                                        |                                                                   |                                                                   |                                                                   |                                                                   | 18代サマセット公 パーシー・シーモア (1910–1984)                   |                                                                   |                                                        |                                                        |                                                            |                                                            |                                                            |                                                            |                                                            |                                                            |                                                          |                                                          |                                                       |                                                       |                                                                      |                                                                      |                                                                               |                                                                               |                                                                               |                                                                               |                                                                               |                                                                               |  |  |  |  |  |  |  |  |  |  |  |  |
|                                                            |                                                            |                                                                |                                                                |                                                                |                                                                |                                                                      |                                                                      |                                                                      |                                                                      |                                                                      |                                                                      |                                                                    |                                                                    |                                                                    |                                                                    |                                                                    |                                                                    |                                                                        |                                                                        |                                                                        |                                                                        |                                                                        |                                                                        |                                                                   |                                                                   |                                                                   |                                                                   |                                                                   |                                                                   |                                                        |                                                        |                                                            |                                                            |                                                            |                                                            |                                                            |                                                            |                                                          |                                                          |                                                       |                                                       |                                                                      |                                                                      |                                                                               |                                                                               |                                                                               |                                                                               |                                                                               |                                                                               |  |  |  |  |  |  |  |  |  |  |  |  |
|                                                            |                                                            |                                                                |                                                                |                                                                |                                                                |                                                                      |                                                                      |                                                                      |                                                                      |                                                                      |                                                                      |                                                                    |                                                                    |                                                                    |                                                                    |                                                                    |                                                                    |                                                                        |                                                                        |                                                                        |                                                                        |                                                                        |                                                                        |                                                                   |                                                                   |                                                                   |                                                                   | 19代サマセット公 ジョン・シーモア (1952-)                         |                                                                   |                                                        |                                                        |                                                            |                                                            |                                                            |                                                            |                                                            |                                                            |                                                          |                                                          |                                                       |                                                       |                                                                      |                                                                      |                                                                               |                                                                               |                                                                               |                                                                               |                                                                               |                                                                               |  |  |  |  |  |  |  |  |  |  |  |  |
|                                                            |                                                            |                                                                |                                                                |                                                                |                                                                |                                                                      |                                                                      |                                                                      |                                                                      |                                                                      |                                                                      |                                                                    |                                                                    |                                                                    |                                                                    |                                                                    |                                                                    |                                                                        |                                                                        |                                                                        |                                                                        |                                                                        |                                                                        |                                                                   |                                                                   |                                                                   |                                                                   |                                                                   |                                                                   |                                                        |                                                        |                                                            |                                                            |                                                            |                                                            |                                                            |                                                            |                                                          |                                                          |                                                       |                                                       |                                                                      |                                                                      |                                                                               |                                                                               |                                                                               |                                                                               |                                                                               |                                                                               |  |  |  |  |  |  |  |  |  |  |  |  |
|                                                            |                                                            |                                                                |                                                                |                                                                |                                                                |                                                                      |                                                                      |                                                                      |                                                                      |                                                                      |                                                                      |                                                                    |                                                                    |                                                                    |                                                                    |                                                                    |                                                                    |                                                                        |                                                                        |                                                                        |                                                                        |                                                                        |                                                                        |                                                                   |                                                                   |                                                                   |                                                                   | シーモア卿 セバスチャン・シーモア (1982-)                         |                                                                   |                                                        |                                                        |                                                            |                                                            |                                                            |                                                            |                                                            |                                                            |                                                          |                                                          |                                                       |                                                       |                                                                      |                                                                      |                                                                               |                                                                               |                                                                               |                                                                               |                                                                               |                                                                               |  |  |  |  |  |  |  |  |  |  |  |  |